# Hillary Clinton
Hillary Diane Rodham Clinton, més coneguda com a Hillary Clinton   (Edgewater Hospital, 26 d'octubre de 1947), és una política i advocada estatunidenca, que va ser la 67ª Secretària d'Estat dels Estats Units del 2009 al 2013, senadora júnior dels Estats Units representant a Nova York del 2001 al 2009, primera dama dels Estats Units del 1993 al 2001 i primera dama d'Arkansas del 1983 al 1992. També va ser candidata pel Partit Demòcrata a la presidència dels Estats Units a les eleccions del 2016, però finalment fou derrotada per Donald Trump.
Clinton va néixer a Chicago i va créixer al barri de Park Ridge, Illinois. Es graduà en ciències polítiques al Wellesley College el 1969 i en dret a la Universitat Yale el 1973. El 1975 es casà amb Bill Clinton, i el mateix any  s'incorporà a la facultat de dret d'Arkansas, estat del qual fou també Primera Dama els anys en què el seu marit en fou governador (1979-1981, 1983-1992) pel Partit Demòcrata. Simultàniament, exercí l'advocacia en un despatx (1979-93). Del 1993 al 2000 fou també Primera Dama dels EUA, amb Bill Clinton a la presidència. Durant la primera legislatura (1993-2000) encapçalà, a instàncies del seu marit, l'intent de reforma de la sanitat (National Health Care) per a ampliar-ne la cobertura, reforma que finalment no reeixí. La segona legislatura estigué dominada per l'anomenat "escàndol Lewinsky", escàndol molt difós pel Partit Republicà contra el seu marit, del qual finalment fou absolt. A partir de la segona legislatura (2000) fou senadora demòcrata per Nova York, càrrec que revalidà durant els dos mandats de George W. Bush (2001-2008), en què es distingí com a capdavantera dels demòcrates que donaren suport a la guerra de l'Iraq (2003), de la qual tanmateix posteriorment en criticà l'estratègia. El gener del 2007 presentà la seva candidatura a la presidència dels EUA per a les eleccions del novembre del 2008, en les quals es disputà la representació del Partit Demòcrata amb Barack Obama, el qual finalment la derrotà. No obstant això, poc després que Obama guanyés les eleccions presidencials acceptà la proposta d'aquest d'ocupar la secretaria d'estat del nou govern demòcrata (en el càrrec a partir del 20 de gener de 2009).
En aquest càrrec, afrontà l'escalada nuclear de l'Iran i les difícils relacions amb el Pakistan, teòric aliat en la lluita antiterrorista, durant la qual aconseguí la mort d'Ossama Bin Laden (maig del 2011), èxit que es veié contrarestat per la mort de nombrosos civils en operacions dels EUA contra els talibans. En el conflicte israelianopalestí augmentaren els recels mutus amb el govern de Benjamin Netanyahu. Al sud-est asiàtic, donà suport al procés de democratització de Birmània i promogué els intercanvis de la zona circumpacífica, com a nou pol econòmic mundial. Davant les revoltes de la Primavera Àrab, mostrà la seva aquiescència, malgrat que enderrocaren règims en principi aliats dels EUA, especialment l'Egipte de Ḥosni Mubàrak, i que, a Líbia, la mort en un atemptat de l'ambaixador nord-americà a Bengasi li comportà un fort revés. La negativa de la Xina i de Rússia a condemnar el règim de Baixar al-Àssad al Consell de Seguretat de l'ONU davant d'un cert suport dels Estats Units a la revolta fou un dels factors que convertiren el conflicte de Síria en un dels més sagnants del món àrab actual. Davant l'ascens de la Xina, prioritzà la bona entesa econòmica per damunt les reivindicacions dels drets humans, i fou més crítica, en canvi, amb el creixent autoritarisme de Vladímir Putin a Rússia.
Després de la reelecció de Barack Obama al novembre del 2012, renuncià a continuar a la secretaria d'estat, en la qual fou substituïda per John Kerry. El juliol del 2016 fou nominada com a candidata demòcrata per a les eleccions presidencials del novembre, però fou inesperadament derrotada pel candidat Republicà Donald Trump.
El 2025 el President dels Estats Units Joe Biden li concedí la Medalla Presidencial de la Llibertat.

## Primers anys i educació

### Primers anys

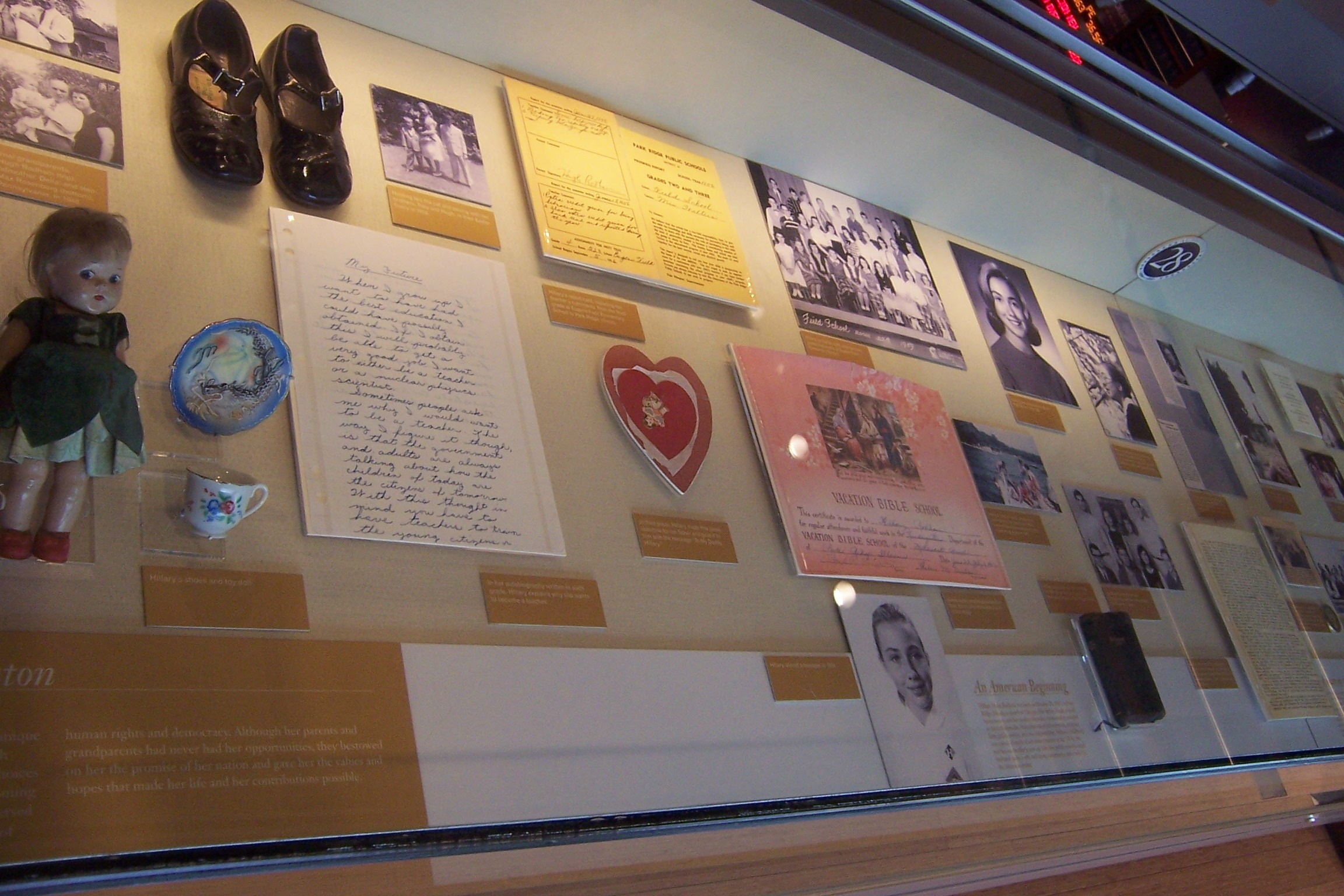
Records de joventut de Hillary exposats al Centre Presidencial Bill Clinton.

Hillary Diane Rodham va néixer el 26 d'octubre de 1947 a l'Hospital Edgewater, a la ciutat de Chicago, Illinois. Va créixer en una família pertanyent a l'església metodista unida, primer a Chicago i després, des dels tres anys, a la ciutat de Park Ridge, Illinois. El seu pare, Hugh Ellsworth Rodham (1911-1993), era fill d'immigrants gal·lesos i anglesos i va dirigir un reeixit negoci a la indústria tèxtil. La seva mare, Dorothy Emma Howell (1919-2011), era una mestressa de casa descendent d'immigrants anglesos, escocesos, francesos, franc-canadencs, i gal·lesos. Hillary va créixer al costat dels seus dos germans petits, Hugh i Tony.
De nena, Hillary Rodham era la preferida de la seva professora, a l'escola pública de Park Ridge. Va practicar natació, beisbol, i altres esports. Va guanyar nombrosos premis com Brownie i Girl Scout. Va assistir a l'escola secundària del Maine East, on va participar en el consell estudiantil, el diari escolar, i va ser escollida per la National Honor Society. Al seu últim any de secundària, va ser traslladada a la Maine South High School, on va ser una de les finalistes del Programa nacional de beques al mèrit (en anglès: National Merit Scholarship Program) i es va graduar dins el 5% superior de la seva promoció el 1965. La seva mare desitjava que tingués una carrera professional i independent, i el seu pare, abans un tradicionalista, era de l'opinió que les habilitats i les oportunitats de la seva filla no havien d'estar limitades per raons de gènere.
Criada en un ambient familiar políticament conservador, a l'edat de tretze anys va ajudar en l'escrutini dels vots procedents del districte de South Side a Chicago després de les recentment celebrades eleccions presidencials de 1960, on va trobar proves de frau electoral contra el candidat republicà, Richard Nixon. Més tard, es va oferir com a voluntària a la campanya del candidat republicà, Barry Goldwater, per a les eleccions presidencials de 1964. El pensament polític inicial de Rodham va ser modelat, en gran part, pel seu professor d'història de secundària (com el seu pare, un fervent anticomunista), qui li va presentar el clàssic de Goldwater La consciència d'un conservador (en anglès: The Conscience of a Conservative), i pel seu pastor metodista juvenil (com la seva mare, preocupat per temes relacionats amb la justícia social), al costat de qui va veure i va conèixer el líder dels drets civils Martin Luther King, a Chicago, el 1962.

### Els anys al Wellesley College
El 1965 es va inscriure al Wellesley College, on es va especialitzar en ciència política. Durant el seu primer any, va ser la presidenta dels Joves Republicans de Wellesley. Amb aquest grup d'orientació republicana liberal, va recolzar l'elecció de l'alcalde John Lindsay i del senador Edward Brooke. Més tard va abandonar el càrrec, sobretot a causa que els seus punts de vista van anar canviant pel que fa al moviment afroamericà pels drets civils i la Guerra del Vietnam. En una carta dirigida al seu pastor juvenil, es va descriure a ella mateixa com "una ment conservadora i un cor liberal." En contrast amb el moviment dels seixanta en que promovia accions radicals contra el sistema polític, ella cercava treballar per canviar-lo des de dins.
Al seu tercer any a Wellesley, Rodham va esdevenir una seguidora de la campanya per la nominació a la presidència del demòcrata Eugene McCarthy. A principis del 1968, va ser escollida presidenta de l'Associació de govern de la Wellesley College (en anglès Wellesley College Government Association), càrrec que va exercir fins a principis del 1969. Després de l'assassinat de Martin Luther King, Jr., Rodham va organitzar una vaga estudiantil de dos dies i va treballar amb els estudiants negres de Wellesley per reclutar més estudiants i professorat negre. Com a part del govern estudiantil, va tenir un paper important en evitar que Wellesley es veiés embolicada als disturbis estudiantils comuns en altres universitats. Alguns dels seus companys pensaven que algun dia es convertiria en la primera dona presidenta dels Estats Units.
Per ajudar-la a comprendre millor el canvi en els seus punts de vista polítics, el professor Alan Schechter la va enviar com a practicant a l'Assemblea Republicana de la Cambra de Representants dels Estats Units, i va assistir al programa d'estiu "Wellesley a Washington". Rodham va ser convidada pel congressista republicà moderat de Nova York, Charles Goodell, a participar en la campanya tardana per la nominació republicana del governador Nelson Rockefeller. Rodham va assistir a la Convenció Nacional republicana de 1968 a Miami. No obstant això, va quedar descontenta amb com la campanya de Richard Nixon va retratar Rockefeller i pels missatges racistes "encoberts" durant la convenció, per la qual cosa va abandonar definitivament el Partit Republicà. Rodham va escriure la seva tesi doctoral, una crítica a les tàctiques del líder comunitari radical Saul Alinsky, sota el tutoratge del professor Schechter. (Anys més tard, mentre era Primera Dama, l'accés a la seva tesi doctoral va ser restringit a petició de la Casa Blanca i va esdevenir tema de certa especulació).
El 1969, es va graduar amb un Bachelor of Arts, amb honors de la facultat en ciència política. Després de pressions de diverses companyes, va esdevenir la primera estudiant de Wellesley en fer el discurs de graduació. El seu discurs va rebre una ovació en peu dels presents de set minuts de durada. Va aparèixer en un article publicat a la revista Life, i va ser destacada per la resposta social que va obtenir, ja que en tros del seu discurs havia criticat al senador Edward Brooke, qui havia intervingut abans que ella a la graduació. També va aparèixer al programa de televisió de Irv Kupcinet així com als diaris d'Illinois i Nova Anglaterra. Aquell estiu va treballar a Alaska, rentant plats al Parc nacional del Denali i netejant salmó en una fàbrica de conserves de peix de Valdez, Alaska (d'on va ser acomiadada i la processadora clausurada de la nit al dia després d'haver-se queixat de les condicions insalubres).

### Facultat de Dret de Yale i estudis de postgrau
Rodham va ingressar a la Facultat de Dret de Yale, on va formar part de la comissió editorial del Yale Review of Law and Social Action (Revista de Yale sobre Lleis i Acció Social). Durant el seu segon any, va treballar al Yale Child Study Center, on va estudiar sobre les noves investigacions pel que fa al desenvolupament del cervell durant la infància i va treballar com a assistent d'investigació de l'article, «Beyond the Best Interests of the Child» («Més enllà dels interessos del nen») (1973). També va cursar assignatures sobre abús infantil al Yale-New Haven Hospital i va treballar voluntàriament al New Haven Legal Services per oferir assistència legal gratuïta als pobres. L'estiu de 1970, li va ser concedida una beca per participar en el projecte d'investigació Marian Wright Edelman, on va assistir al subcomitè sobre treball immigrant del senador Walter Mondale. Posteriorment, va investigar sobre els problemes d'allotjament, condicions de salubritat, salut i educació dels treballadors immigrants. Edelman es va convertir més tard en una mentora de gran importància. Rodham va ser contractada per l'assessora política Anne Wexler per treballar a la campanya d'elecció al Senat per Connecticut del candidat Joseph Duffey, i així va ser com Wexler li va donar la seva primera feina política.
A la primavera del 1971, va començar a sortir amb Bill Clinton, un altre estudiant de Dret de Yale. Aquell estiu, va començar a treballar a la signatura d'advocats Treuhaft, Walker and Burstein a Oakland, Califòrnia. La signatura era molt coneguda pel seu suport als drets constitucionals, llibertats civils i causes d'extrema esquerra (de fet dos dels seus membres eren membres o exmembres del partit comunista); Rodham va treballar en assumptes sobre custòdia de nens i altres casos. Clinton va cancel·lar els seus plans originals d'estiu per poder viure amb ella a Califòrnia, i la parella va continuar vivint junta a New Haven quan van tornar a la facultat. L'estiu següent, Rodham i Clinton van fer campanya a Texas pel candidat presidencial demòcrata George McGovern. Va rebre el títol de Juris Doctor de Yale el 1973, havent-hi estat un any més per estar amb Clinton. Clinton li va proposar matrimoni per primera vegada després de la graduació, però ella no va acceptar.
Rodham va començar els estudis de postgrau sobre nens i medicina al Yale Child Study Center. El seu primer treball com a experta, «Children Under the Law», va ser publicat a la Harvard Educational Review al final del 1973. En aquest treball parlava sobre el nou moviment pels drets infantils, i afirmava que els nens eren individus sense cap poder, i argumentava que els nens no haurien de ser considerats com legalment incapaços des del naixement fins a l'adquisició de la majoria d'edat, sinó que els tribunals haurien de considerar-los capaços, excepte si hi ha prova de cas contrari, sobre una base de «cas per cas». L'article va ser citat en nombroses ocasions.

## Matrimoni i família, carrera com a advocada i Primera Dama d'Arkansas

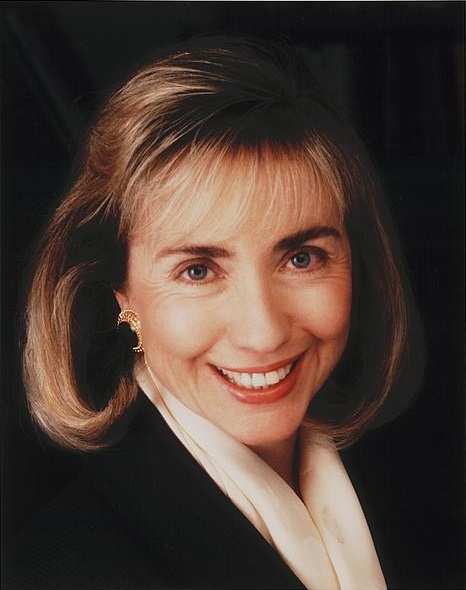
Hillary Clinton el 1992

### De la Costa Est a Arkansas
Durant els seus estudis de postgrau, Rodham va formar part de l'equip d'advocats del recentment fundat Children 's Defense Fund d'Edelman a Cambridge, Massachusetts, i com a consultora al Carnegie Council on Children. El 1974 va formar part de l'equip de la comissió d'investigació que aconsellava al Comitè Permanent sobre Assumptes Judicials de la Cambra dels Representants durant l'escàndol Watergate. Sota les ordres del lletrat cap John Doar i el membre sènior Bernard Nussbaum, Rodham va ajudar en el treball de recerca de l'acusació i sobre antecedents legals per la mateixa. El treball del comitè va culminar amb la renúncia del president Nixon, l'agost del 1974.
En aquell temps, Rodham era percebuda com algú amb un brillant futur polític; l'assessor polític i consultor demòcrata Betsey Wright s'havia mudat de Texas a Washington l'any anterior per ajudar-la a orientar la seva carrera; Wright pensava que Rodham tenia el potencial per convertir-se en una futura senadora o presidenta. Mentrestant, Clinton li havia demanat matrimoni en repetides ocasions, i ella continuava negant-s'hi. No obstant això, després que ell suspengués les oposicions del Districte de Colúmbia i les aprovés a Arkansas, Rodham va haver de prendre una decisió clau. Com va escriure més tard, "Vaig triar seguir al meu cor en lloc del meu cap". Així doncs se'n va anar al costat de Bill Clinton a Arkansas, en comptes de romandre a Washington on les seves expectatives professionals eren més grans. En aquest temps, ell ensenyava Dret i lluitava per un escó a la Cambra dels Representants al seu estat d'origen. L'agost del 1974, Rodham es va mudar a Fayetteville, Arkansas, i va esdevenir una de les dues úniques professores a la Facultat de Dret de la Universitat d'Arkansas. Va impartir classes de dret penal, en les quals era considerada una professora rigorosa i una correctora severa. Va ser la primera directora de la Clínica d'Ajuda Legal de la Facultat. Encara tenia dubtes sobre el matrimoni, i li preocupava que la seva identitat separada es perdés i els seus èxits fossin vistos a l'ombra dels d'una altra persona.

### Primers anys a Arkansas
Hillary Rodham i Bill Clinton van comprar una casa a Fayetteville durant l'estiu de 1975, i Hillary finalment va acceptar casar-se. El casament va tenir lloc l'11 d'octubre de 1975 en una cerimònia metodista a la saleta de casa seva. Ella va anunciar que es quedaria amb el nom de Hillary Rodham, per mantenir les seves vides professionals separades i evitar evidents conflictes d'interès i perquè "demostrava que seguia sent jo," encara que la seva decisió va pertorbar les mares d'ambdós. Bill Clinton va perdre la lluita congressual de 1974, però al novembre del 1976 va ser escollit fiscal general d'Arkansas, així doncs, la parella es va mudar a la capital de l'estat, Little Rock. Allà, al febrer del 1977, Rodham es va unir al reconegut Rose Law Firm, un bastió d'influència política i econòmica d'Arkansas. Es va especialitzar en violació de patents i dret de la propietat intel·lectual, mentre que va seguir treballant pro bono en defensa de menors; poques vegades va realitzar treball de litigi als tribunals.
Rodham va mantenir el seu interès en les polítiques sobre família i menors, publicant els articles acadèmics «Children's Policies: Abandonment and Neglect» («Polítiques sobre menors; abandonament i negligència») el 1977 i «Children's Rights: A Legal Perspective» («Drets de menors; una perspectiva legal») el 1979. Aquest últim aprofundia en la discussió sobre la capacitat legal dels menors, i afirmava que aquesta depenia de la seva edat i altres circumstàncies, i que en casos greus de dret metge la intervenció judicial estava de vegades garantida. Un acadèmic de l'American Bar Association va dir més tard, «Els seus articles eren importants, no perquè fossin especialment nous, sinó perquè ajudaven a formular una cosa que no havia estat abans desenvolupada». L'historiador Garry Wills la descriuria més tard com «una de les activistes acadèmiques més importants de les últimes dues dècades», mentre que els conservadors deien que les seves teories usurparien el paper tradicional de l'autoritat paterna, permetrien als menors interposar demandes frívoles contra els seus pares, i que els seus treballs eren teories del corrent d'Estudi Crític del Dret fora de control.

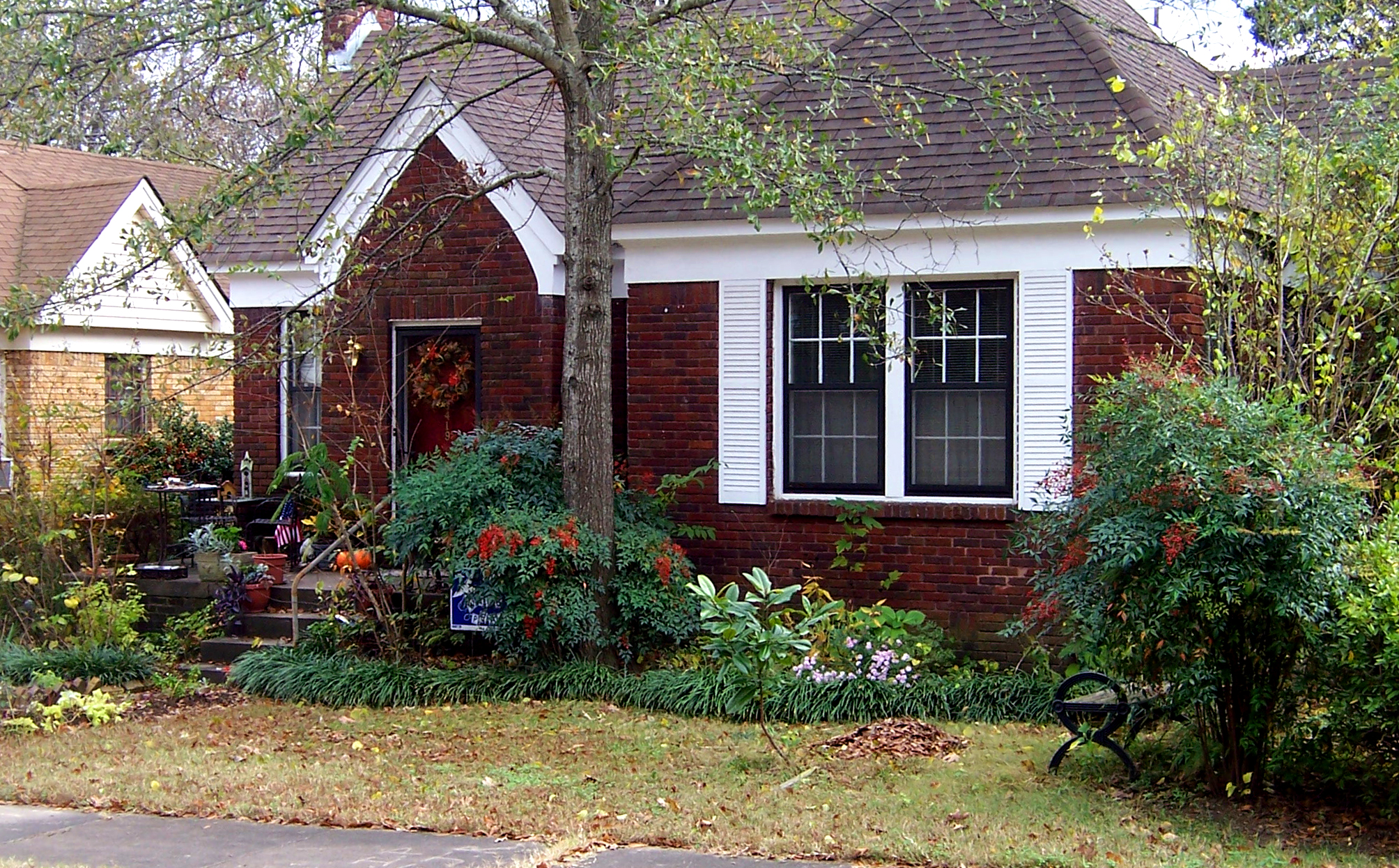
Hillary i Bill van viure en aquesta casa de 91 metres quadrats a Hillcrest, un barri de Little Rock, Arkansas, entre el 1977 i el 1979, quan ell era el procurador general de l'estat.

El 1977, Rodham va cofundar l'Arkansas Advocates for Children and Families, una aliança estatal amb el Children's Defense Fund. Més tard, aquell mateix any, el president Jimmy Carter (durant la campanya de 1976 Rodham havia estat la directora del departament d'operacions a Indiana) la va incloure a la junta directiva de la Legal Services Corporation, de la qual va formar part del 1976 al 1981. Des de mitjan 1978 a mitjan 1980, va ser la primera dona a formar part d'aquesta directiva. Durant el seu temps en el càrrec, els fons de la Corporació van passar de 90 milions de dòlars a 300 milions de dòlars; amb posterioritat va combatre amb èxit els intents del president Ronald Reagan de reduir els fons i canviar la naturalesa de l'organització.
Després de l'elecció de marit com a governador d'Arkansas, Rodham va esdevenir la Primera Dama d'Arkansas el gener de 1979, títol que va ostentar durant dotze anys (1979-1981, 1983-1992). Clinton la va incloure a la junta directiva del Rural Health Advisory Committee aquest mateix any, on va aconseguir fons federals per ampliar la cobertura sanitària a les zones més pobres d'Arkansas sense afectar les tarifes dels metges.
El 1979, Rodham va esdevenir la primera dona sòcia de la Rose Law Firm. Des del 1978 fins que ella i el seu marit van arribar a la Casa Blanca, el seu salari era més gran que el del seu marit. Durant el 1978 i el 1979, mentre buscava com incrementar els seus ingressos, Rodham va obtenir enormes beneficis de la inversió en el comerç de futurs contractes ramaders; una inversió inicial de 1000 USD va generar a prop de 100.000 $ quan va deixar de comerciar deu mesos després. La parella va començar la seva malmesa inversió en l'aventura immobiliària de Whitewater Development Corporation amb Jim i Susan McDougal.
El 27 de febrer de 1980, Rodham va donar a llum a Chelsea, la seva única filla. El novembre de 1980, Bill Clinton va ser derrotat en la lluita per la reelecció.

### Últims anys a Arkansas
Bill Clinton va tornar al despatx del Governador dos anys després, guanyant les eleccions del 1982. Durant la campanya del seu marit, Rodham va començar a usar l'home Hillary Clinton, o a vegades «Sra. Bill Clinton», per calmar les preocupacions dels votants d'Arkansas; també va prendre una excedència a Rose Law per fer campanya per ell a temps complet. Com a Primera Dama d'Arkansas, Hillary Clinton va ser nomenada directiva de l'Arkansas Educational Standards Committee el 1983, on va intentar reformar el sistema d'educació de l'estat, sancionat pels tribunals. En una de les iniciatives com a governador més important de Clinton, ella va sostenir una llarga però finalment reeixida baralla contra l'Arkansas Education Association, per establir una avaluació obligatòria per a professors i fixar els estàndards per als currículums i mida de les classes. El 1985, també va introduir l'Arkansas's Home Instruction Program for Preschool Youth, un programa que ajudava als pares a treballar amb els seus fills en la preparació preescolar i l'aprenentatge de la lectoescriptura. Va ser nomenada Dona de l'any d'Arkansas el 1983 i Mare de l'any d'Arkansas el 1984.

El governador Bill Clinton i Hillary Clinton durant un sopar amb el president Ronald Reagan i la primera dama Nancy Reagan al febrer del 1987.

Clinton va continuar exercint el dret amb la Rose Law Firm mentre va ser la Primera Dama d'Arkansas. Va guanyar menys que altres socis, en haver facturat menys hores, però malgrat això va obtenir 200 000 dòlars al seu últim any allí. Rarament feia treball de camp, però la signatura la considerava la «gallina dels ous d'or» perquè atreia clients, en part gràcies al prestigi que va donar a la companyia i en part gràcies als seus contactes en diferents consells d'administració. Va ser també molt influent en el nomenament de jutges per a l'estat. L'oponent republicà de Bill Clinton a la campanya de reelecció del 1986 va acusar els Clinton de conflicte d'interessos, ja que la Rose Law Firm feia negocis amb l'Estat. Els Clinton van desmentir l'acusació dient que les tarifes per a l'Estat van ser establertes per la signatura abans de calcular els seus beneficis.
De 1982 a 1988, Clinton era a la junta directiva, de vegades com a presidenta, de la New World Foundation, que va fundar una varietat de grups d'interès de nova esquerra. Del 1987 al 1991, va presidir la Comissió de Dones en la Professió de l'American Bar Association, que va introduir la perspectiva de gènere a la professió del Dret i va animar l'associació per potenciar mesures que combatessin les desigualtats en aquest camp. Va ser nomenada dues vegades pel National Law Journal com una de les cent advocades més influents d'Amèrica: el 1988 i 1991. Quan Bill Clinton va pensar en no presentar-se de nou a les eleccions l'any 1990, Hillary va considerar fer-ho, però els sondejos privats eren desfavorables i, al final, ell es va presentar i va ser reelegit per última vegada.
Clinton va formar part de les directives dels serveis legals de l'Arkansas Children's Hospital (1988-1992) i el Children's Defense Fund (com a presidenta, 1986-1992). A més dels seus càrrecs en les organitzacions sense ànim de lucre, també va tenir càrrecs a la junta directiva de TCBY (1985-1992), Wal-Mart Stores (1986-1992) i Lafarge (1990-1992). TCBY i Wal-Mart eren companyies amb base a Arkansas que eren també clients de la Rose Law. Clinton va ser la primera dona a la directiva de Wal-Mart, inclosa després de les pressions del president Sam Walton per a nomenar directiu a una dona. Un cop allà, va pressionar amb èxit perquè Wal-Mart adoptés pràctiques més respectuoses amb el medi ambient, va fracassar en una campanya per incloure més dones a la gerència de la companyia, i va guardar silenci sobre les famoses pràctiques anti-sindicalistes de la companyia.

### Campanya presidencial de Bill Clinton de 1992
Hillary Clinton va rebre atenció nacional contínua per primer cop quan el seu marit va esdevenir un candidat per a la nominació presidencial demòcrata del 1992. Abans de la primària de Nou Hampshire, uns tabloides van publicar al·legacions dient que Bill Clinton havia tingut una relació extramatrimonial amb Gennifer Flowers, una cantant de saló d'Arkansas. En resposta, la parella Clinton va aparèixer junta a 60 Minutes on Bill Clinton va negar la relació extramatrimonial però va admetre que "va fer mal al meu matrimoni". Aquesta aparició conjunta va ser considerada el rescat de la seva campanya. Durant la campanya, Hillary Clinton va fer comentaris culturalment despectius sobre Tammy Wynette i la seva perspectiva del matrimoni, i sobre dones quedant-se a casa fent galetes i prenent te, els quals van ser mal considerats per la seva pròpia admissió. Bill Clinton va dir que en triar-lo a ell, la nació «en tindria dos pel preu d'un», referint-se al paper prominent que la seva dona assumiria. Començant amb l'article «The Lady Macbeth of Little Rock» («La Senyora Macbeth de Little rock») de Daniel Wattenburg de l'agost del 1992 a la revista The American Spectator, el mateix historial ideològic i ètic de Hillary Clinton va ser objecte d'atacs conservadors. Almenys vint articles en publicacions principals també van atreure comparacions entre ella i la Senyora Macbeth.

## Primera Dama dels Estats Units

### Paper com a Primera Dama
Quan Bill Clinton va assumir el càrrec com a president el gener de 1993, Hillary Rodham Clinton va esdevenir la Primera Dama dels Estats Units, i va anunciar que ella utilitzaria aquest format del seu nom. Va ser la primera Primera Dama en posseir un títol de post-grau i en tenir la seva pròpia carrera professional fins al moment d'entrar a la Casa Blanca. Ella també va ser la primera a tenir una oficina a l'Ala Oest de la Casa Blanca a més de les usuals oficines de la primera Dama a l'Ala Est. Ella era part del cercle més íntim qualificant els nomenaments a la nova administració, i les seves opcions van ocupar ben bé 11 posicions d'alt nivell i dotzenes més de baix nivell. Ella és considerada com l'esposa presidencial més obertament apoderada a la història estatunidenca, amb l'excepció d'Eleanor Roosevelt.

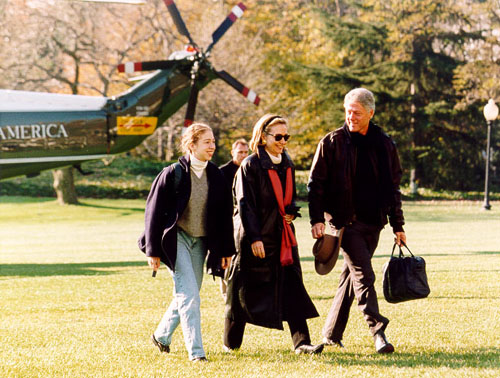
La família Clinton arriba a la Casa Blanca a bord del Marine One, 1993.

Alguns crítics van dir que era inapropiat que la Primera Dama exercís un paper central en matèria de política pública. Els partidistes van assenyalar que el paper de Clinton en la política no era diferent de la d'altres assessors de la Casa Blanca i que els votants eren molt conscients que ella exerciria un paper actiu en la presidència del seu marit. La promesa de la campanya de Bill Clinton de «dos pel preu d'un» va portar als opositors a referir-se despectivament als Clinton com a «copresidents», o de vegades amb l'etiqueta originària d'Arkansas, «Billary». Les pressions d'idees conflictives sobre el paper d'una Primera Dama van ser suficients per enviar a Clinton a tenir "discussions imaginàries" amb la també políticament activa, Eleanor Roosevelt. Des del temps que ella va arribar a Washington, ella també va trobar refugi en un grup de pregària de The Fellowship que comptava amb moltes esposes de figures conservadores de Washington. Provocada en part per la mort del seu pare l'abril de 1993, ella públicament va mirar de trobar un síntesi d'ensenyaments metodistes, política filosòfica liberal religiosa, i la «política de sentit», de l'editor Michael Lerner de la revista Tikkun, per superar el que ella veia com «la malaltia dorment de l'ànima» dels Estats Units i això donaria lloc a la disposició «per remodelar a la societat mitjançant la redefinició del que significa ser un ésser humà al segle vint, mudant-se a un nou mil·lenni». Altres segments del públic es van enfocar en la seva aparença, la qual va evolucionar amb el temps de la manca d'atenció a la moda durant els seus dies a Arkansas, a un lloc popular als primers dies de la xarxa mundial dedicat a mostrar els seus molt diferents, i sovint analitzats, pentinats com a Primera Dama, a una aparició a la coberta de la revista Vogue el 1998.

### Assistència santitària i altres iniciatives polítiques

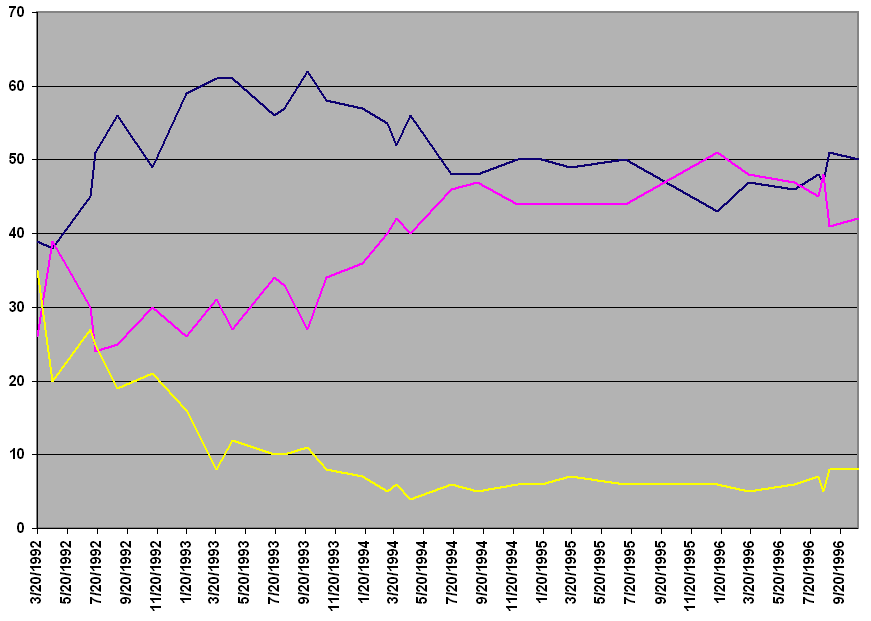
Enquestes d'opinió favorables i desfavorables de Hillary Rodham Clinton, de Gallup, 1992-1996.
favorable
desfavorable
sense opinió

Al gener del 1993, Bill Clinton va nomenar a Hillary Clinton al capdavant del comitè sobre la Reforma Sanitària Nacional, amb l'esperança de replicar l'èxit que ella va tenir a dirigir l'esforç per a la reforma educacional d'Arkansas. Ella va instar privadament que se li donés alta prioritat a l'aprovació de la reforma d'assistència sanitària que l'Àrea de Lliure Comerç d'Amèrica del Nord (ALCAN) (que també va ser poc entusiasta sobre els mèrits del tractat). La recomanació del comitè es va fer coneguda com el pla d'assistència sanitària Clinton, una proposta comprensiva que requeriria als ocupadors proveir cobertura sanitària als seus empleats a través d'organitzacions individuals de manteniment sanitari. Els seus opositors ràpidament van ridiculitzar el pla com "Hillarycare"; alguns manifestants en contra del pla es van convertir en hostils, i durant una gira d'autobús del juliol del 1994 per aconseguir suport per al pla, va ser de vegades forçada a posar-se una armilla antibales.
El pla no va rebre el suport suficient per a un vot a la cambra baixa o al senat, encara que els demòcrates controlaven les dues cambres, i la proposta va ser abandonada al setembre del 1994. Clinton després va admetre al seu llibre, Living History, que la seva inexperiència política va contribuir parcialment a la perduda, però va esmentar que molts altres factors també en van ser responsables. Els índexs d'aprovació de la Primera Dama, els quals havien estat al rang dels alts-50 per cent durant el primer any, van caure al 44 per cent l'abril de 1994 i al 35 per cent al setembre del 1994. Els republicans van fer del pla d'assistència sanitària Clinton un tema principal en la campanya per a les eleccions de mig terme del 1994, i van veure un guany net de cinquanta-tres banques a l'elecció de la cambra i set en l'elecció del senat guanyant el control d'ambdues; molts analistes i enquestadors van trobar que el pla va ser un factor principal en la pèrdua dels demòcrates, especialment entre els votants independents. La Casa Blanca posteriorment es va encarregar de restar la importància del paper que va tenir Hillary Clinton en donar forma a la política. Opositors d'assistència sanitària universal continuarien usant "Hillarycare" com una etiqueta pejorativa per a plans similars per part d'altres.

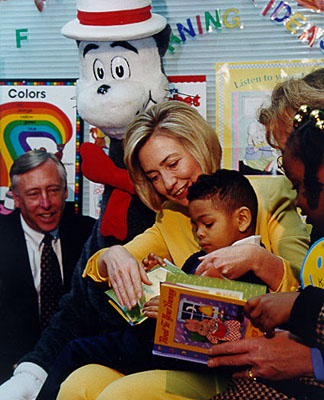
Hillary llegint amb un nen a Maryland durant la Read Across America Day del 1998.

Juntament amb els senadors Ted Kennedy i Orrin Hatch, Hillary Clinton va ser una força darrere de l'aprovació de l'State Children's Health Insurance Program (Programa d'Assegurança Mèdica per a Nens de l'Estat) el 1997, un esforç federal que proveïa assistència de l'estat per nens que els seus pares no poguessin proveir-los cobertura mèdica, i va dur a terme esforços d'extensió en nom de matricular els nens al programa un cop que es va convertir en llei. Ella va promoure la immunització a escala nacional en contra de malalties infantils i animar a les dones grans a fer-se una mamografia per detectar el càncer de mama, amb la cobertura proveïda per Medicare. Ella va cercar amb èxit augmentar els fons per a la investigació per al càncer de pròstata i l'asma infantil al National Institutes of Health. La Primera Dama va treballar en investigar informes d'una malaltia que afectava els veterans de la Guerra del Golf, la qual després es va donar a conèixer com a Síndrome del Golf. Juntament amb la fiscal general dels Estats Units Janet Reno, Clinton va ajudar a crear l'Oficina de Violència contra la Dona al Departament de Justícia. El 1997, ella va iniciar i va guiar la Adoption and Safe Families Act (Llei d'Adopció i Famílies Segures), la qual ella va considerar com el seu assoliment més gran com a Primera Dama. El 1999, ella va ser instrumental en l'aprovació de la Adoption and Safe Families Act (Llei d'Adopció i Famílies Segures), la qual va duplicar fons federals per a adolescents arribant a l'edat límit per a llars de guarda. Com Primera Dama, Clinton va organitzar nombroses conferències a la Casa Blanca incloent sobre Cura dels Nens (1997), sobre el Desenvolupament i Aprenentatge en la Primerenca Edat (1997), i va organitzar la primera Conferència de la Casa Blanca sobre Adolescents i la primera Conferència de la casa Blanca sobre Filantropia.

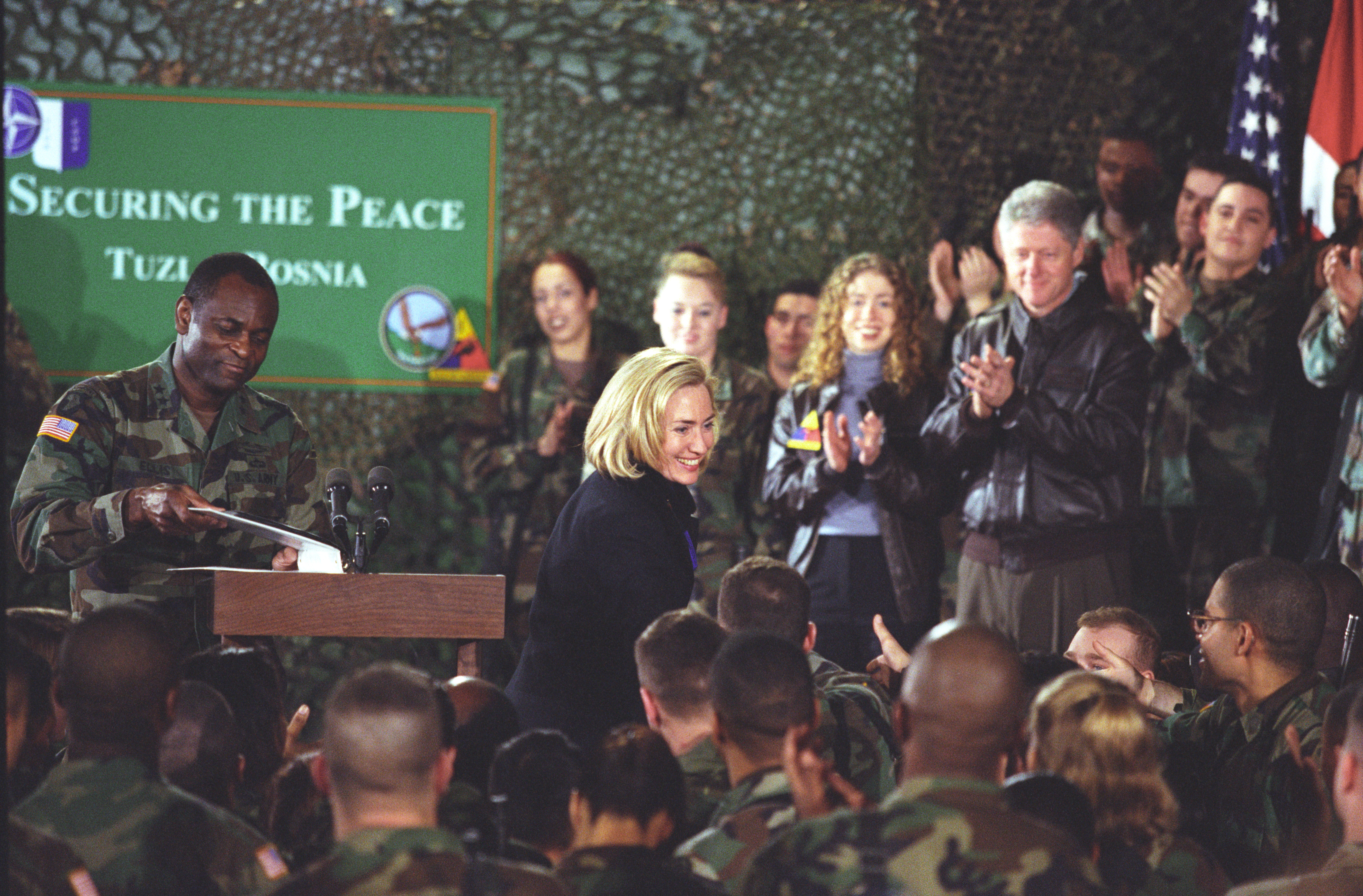
Hillary saludant a les tropes nord-americanes a la base aèria de Tuzla, Bòsnia, durant una visita al desembre del 1997.

Clinton va viatjar a 79 països durant aquest temps, i va superar el límit de Primera Dama que ha viatjat més, sostingut per Pat Nixon. Ella no posseïa una autorització de seguretat o atenia juntes del Consell de Seguretat Nacional però va exercir un paper de poder tou a la diplomàcia estatunidenca. Un viatge de cinc nacions al març del 1995 a l'Àsia meridional, a instàncies del Departament d'Estat dels Estats Units i sense el seu marit, va mirar de millorar les relacions entre l'Índia i el Pakistan. Clinton estava preocupada per la difícil situació de les dones amb les que es trobava, però va trobar una càlida resposta de la gent dels països que va visitar i va obtenir una relació més bona amb el cos de la premsa estatunidenca.

Hillary durant el seu famós discurs a la Quarta Conferència Mundial sobre les Dones, el setembre de 1995.

El viatge va ser una experiència transformadora per a ella i va presagiar la seva carrera eventual a la diplomàcia. En un discurs del setembre del 1995 abans de la Quarta Conferència Mundial sobre la Dona a Pequín, Clinton va argumentar amb molta força contra les pràctiques que abusen de les dones arreu del món i a la República Popular de la Xina, declarant que «ja no és acceptable discutir els drets de la dona de manera separada dels drets humans».
Delegats de més de 180 països la van sentir dir: «Si hi ha un missatge que ressona davant d'aquesta conferència, que sigui que els drets humans són els drets de la dona i que els drets de la dona són els drets humans, d'una vegada per totes». En fer-ho, ella va resistir tant a l'administració interna i la pressió xinesa perquè suavitzés els seus comentaris. Va ser una de les figures internacionals més destacades a final dels anys 1990 a parlar en contra del tractament de les dones afganeses pel talibà, un grup fonamentalista islamista. Ella va ajudar a crear Vital Voices (Veus Vitals), una iniciativa internacional patrocinada pels Estats Units per promoure la participació de les dones al procés polític dels seus països. Això i les pròpies visites de Clinton van animar a dones en fer-se escoltar al procés de pau d'Irlanda del Nord.

### Whitewater i altres investigacions
La Primera Dama Clinton va ser subjecta a diverses investigacions per l'Oficina de l'Assessor Independent dels Estats Units, el fiscal independent del Congrés dels Estats Units, i d'altres. Alguns van creure que els Assessors Independents tenien motivacions polítiques.
La controvèrsia de Whitewater va ser el focus d'atenció dels mitjans des de la publicació d'un informe del New York Times durant la campanya presidencial del 1992, i al llarg del seu temps com a primera dama. Els Clinton havien perdut la seva inversió que van fer el 1979 a la Whitewater Development Corporation (Corporació de Desenvolupament de Whitewater); al mateix temps, els seus socis en aquesta inversió, Jim i Susan McDougal, operaven Madison Guaranty, una institució d'estalvis i préstecs que retenia els serveis legals de Rose Law Firm i van poder haver inadequadament subvencionat les pèrdues de Whitewater. Madison Guaranty després va fallir, i el treball de Clinton a Rose va ser analitzat per un possible conflicte d'interès en haver representat al banc davant els reguladors de l'estat que el seu marit havia nomenat. Ella va afirmar que havia fet treball mínim per al banc. Els Assessors Independents Robert Fiske i Kenneth Starr van citar els expedients de facturació legals de Clinton; ella va dir que no sabia on es trobaven. Els expedients van ser trobats a la cambra de llibres de la Primera Dama a la Casa Blanca després d'una recerca de dos anys, i van ser lliurats als investigadors a principis del 1996. La publicació retardada dels expedients va provocar un intens interès i una altra investigació de com havien aparegut i on havien estat; el personal de Clinton va atribuir el problema als canvis continus a les àrees d'emmagatzematge de la Casa Blanca des de la mudança de la Mansió del Governador a Arkansas a la Casa Blanca. Després de la recuperació dels expedients, el 26 de gener de 1996, Clinton va esdevenir la primera primera Dama en ser citada per declarar davant un Gran Jurat Federal. Després de diverses investigacions per diversos Assessors Independents, un informe final es va publicar al 2000 que va declarar que havia insuficient evidència que qualsevol dels dos Clinton havien comès un delicte penal.

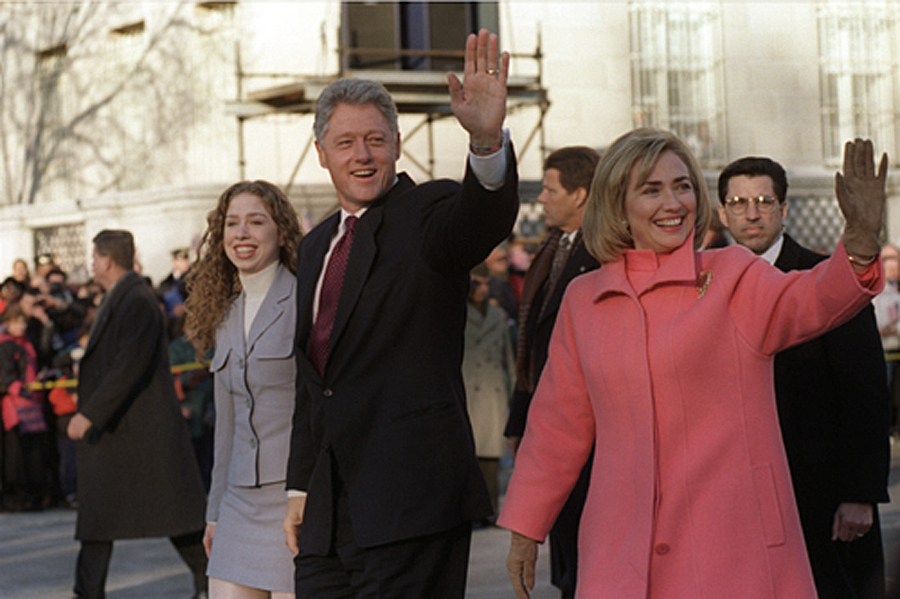
La família Clinton caminant a l'Avinguda Pennsilvània durant el segon mandat de Bill el 20 de gener de 1997.

L'escrutini dels acomiadaments d'empleats de l'Oficina de Viatges de la Casa Blanca, un assumpte que es va arribar a conèixer com «Travelgate», va començar amb càrrecs que la Casa Blanca havia usat irregularitats financeres auditades en l'operació de l'Oficina de Viatges com una excusa per reemplaçar al personal amb amics d'Arkansas. El descobriment el 1996 d'un memoràndum de dos anys de la Casa Blanca va causar que la investigació s'enfoqués més en si Hillary Clinton havia orquestrat els acomiadaments i si les declaracions que ella va fer als investigadors sobre el seu paper als acomiadaments eren certs. L'informe final dels Assessors Independents el 2000 va concloure que ella estava involucrada en els acomiadaments i que ella havia fet declaracions «objectivament falses», però que hi havia insuficient evidència que ella sabia que les declaracions eren falses, o que sabia que les seves accions conduirien a fer que els acomiadaments la enjudicien.
Després del suïcidi de Vince Foster, diputat del Conseller de la Casa Blanca, al juliol del 1993, van ser fetes denúncies acusant Hillary Clinton d'haver ordenat que remoguessin arxius potencialment nocius (relacionats amb el Whitewater i altres assumptes) de l'oficina de Foster la nit de la seva mort. L'Assessor Independent Kenneth Starr va investigar això, i per al 1999, es va reportar que Starr seguia amb la investigació oberta, encara que el seu personal li va dir que no hi havia cap cas a fer. Quan el successor de Starr, Robert Fra, va publicar el seu últim informe sobre Whitewater, no es van fer reclamacions en contra de Hillary Clinton sobre això.
Una conseqüència de la investigació de Travelgate va ser el descobriment, al juny del 1996, de l'accés inadequat de la Casa Blanca a centenars d'informes d'antecedents de la FBI sobre exempleats de la Casa Blanca Republicana, un assumpte que alguns van anomenar "Filegate". Van denunciar que Hillary Clinton havia sol·licitat aquests arxius i que ella havia recomanat la contractació d'un individu no qualificat per dirigir l'Oficina de Seguretat de la Casa Blanca. L'informe final del 2000 de l'Assessor Independent no va trobar evidència substancial o creïble que Hillary Clinton va tenir algun paper o va mostrar mala conducta a la matèria.
Al març del 1994, informes de diaris van revelar guanys espectaculars de la compravenda de contractes de futurs de bestiar el 1978-1979; van ser fetes a la premsa denúncies sobre conflictes d'interès i suborn encobert, i diversos individus van analitzar els seus arxius de compravenda, però no es va fer una investigació formal i ella mai va ser acusada d'alguna irregularitat.

### Escàndol Lewinski

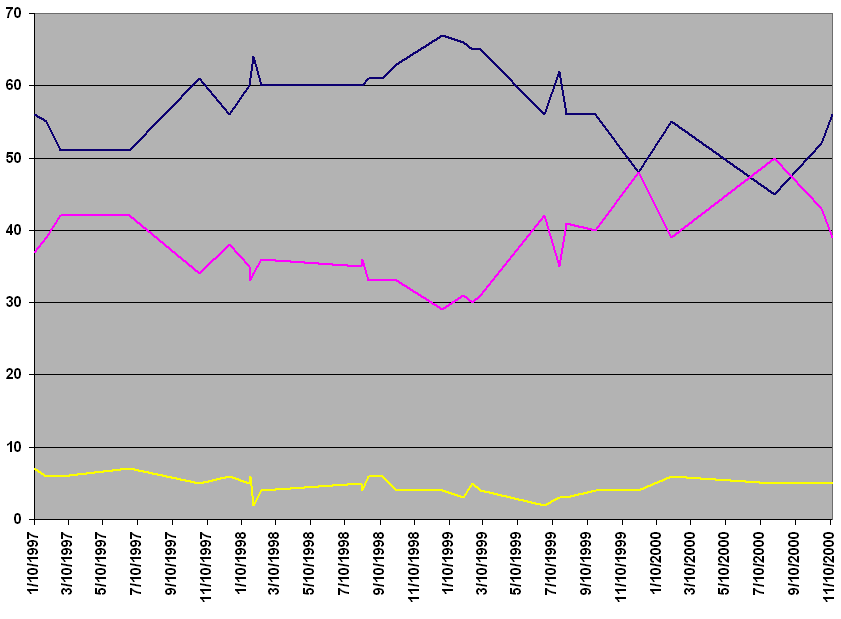
Qualificacions favorables i desfavorables de Hillary Rodham Clinton del Sondeig Gallup, 1997-2000.
favorable
desfavorable
sense opinió

El 1998, la relació dels Clinton va esdevenir un tema de molta especulació quan unes investigacions van revelar que el president havia tingut relacions extramatrimonials amb Monica Lewinsky, una passant de la Casa Blanca. Els mateixos esdeveniments que van envoltar l'escàndol Lewinsky finalment van portar a la realització d'un judici a Bill Clinton a la Cambra de Representants. Quan les denúncies en contra del seu marit es van fer públiques primer, Hillary Clinton va declarar que eren el resultat d'una "vasta conspiració dretana", caracteritzant els càrrecs Lewinsky com l'últim d'una llarga, organitzada, i col·laborativa sèrie de càrrecs pels enemics polítics de Bill Clinton, en comptes de qualsevol delicte comès pel seu marit. Ella va dir després que havia estat enganyada per les afirmacions inicials del seu marit que afirmaven que no havia tingut lloc cap relació. Després que l'evidència de les trobades del president Bill Clinton amb Lewinsky esdevinguessin indiscutibles, ella va emetre una declaració pública reafirmant el seu compromís amb el seu matrimoni, però privadament va declarar que estava furiosa amb ell i no tenia clar si volia quedar-se al matrimoni.
Hi va haver una gran varietat de reaccions públiques cap a Hillary Clinton després d'això: algunes dones van admirar la seva força i equilibri en assumptes privats fets públics, alguns van simpatitzar amb ella com a víctima del comportament insensible del seu marit, altres la van criticar de ser una facilitadora a les indiscrecions del seu marit, mentre que d'altres la van acusar cínicament d'haver-se quedat en un matrimoni fallit com una manera de mantenir o fins i tot fomentar la seva pròpia influència política. Els seus índexs d'aprovació pública arran de les revelacions es van disparar a l'alça al voltant del 70 per cent, més alts que mai. A la seva autobiografia del 2003, ella atribuiria la seva decisió de quedar-se casada "a l'amor que ha persistit durant dècades" i va afegir que: «ningú m'entén millor i ningú em pot fer riure de la manera que Bill ho fa. Després de tots aquests anys, ell continua sent la persona més interessant, energitzant, i plenament viva que jo he conegut».

### Deures tradicionals
Clinton va iniciar i va ser la presidenta fundadora del programa Save America's Treasures (Salvin els Tresors Nord-americans), un esforç nacional que va aparellar fons federals amb donacions privades per preservar i restaurar articles i llocs històrics, inclosa la bandera que va inspirar «The Star-Spangled Banner» i el Lloc Històric de Primeres Dames a Canton, Ohio. Va ser cap del Consell del Mil·lenni de la Casa Blanca, i va organitzar «Tardes de Mil·lenni», una sèrie de conferències que discutien futurologia, una de les quals es va convertir a la primera transmissió simultània en directe d'un webcast des de la Casa Blanca. Clinton també va crear el primer Jardí d'Escultures de la Casa Blanca, ubicat al Jardí Jacqueline Kennedy, que mostrava grans obres d'art contemporani nord-americà prestades de museus.
A la Casa Blanca, Clinton col·locava artesanies donades d'artesans contemporanis nord-americans, com ara la ceràmica i la cristalleria, en rotació als salons d'aparell. Ella va supervisar la restauració del Saló Blau perquè fos històricament autèntic al període de James Monroe, la redecoració del Treaty Room a l'estudi presidencial al llarg de les línies del segle xix, i la redecoració de la Sala de Mapes a tal com es veia durant la Segona Guerra Mundial. Clinton va organitzar molts esdeveniments de gran escala a la Casa Blanca, tal com una recepció per la Diada de Sant Patrici, un sopar d'estat per dignataris xinesos, un concert contemporani que recollís fons per a educació musical a escoles públiques, una celebració del Cap d'Any a la volta del segle xxi, i un sopar d'estat en honor del bicentenari de la Casa Blanca al novembre del 2000.

## Elecció del Senat de 2000

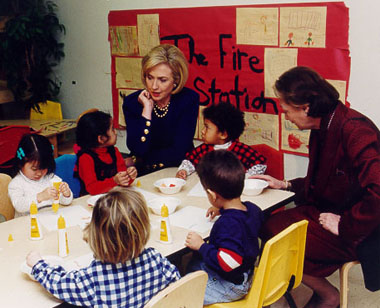
Hillary parlant amb nens l'any 2000.

Quan el veterà senador nord-americà de Nova York, Daniel Patrick Moynihan, va anunciar la seva jubilació el novembre del 1998, diverses figures prominents democràtiques, inclòs el Representant Charles B. Rangel de Nova York, van instar a Clinton a postular-se per al seient obert de Moynihan a l'elecció del Senat dels Estats Units del 2000. Un cop que va decidir postular-se, els Clinton van comprar una casa a Chappaqua, Nova York, al nord de la Ciutat de Nova York, al setembre del 1999. Ella va esdevenir la Primera Dama dels Estats Units en ser una candidata per càrrec d'elecció. Inicialment, Clinton esperava enfrontar-se a Rudy Giuliani, alcalde de la Ciutat de Nova York, com el seu contrincant republicà en l'elecció. No obstant això, Giuliani es va retirar de la contesa electoral al maig del 2000 després d'haver estat diagnosticat de càncer de pròstata i d'haver fet públic el desenvolupament de la seva vida personal. Clinton es va enfrontar en lloc seu amb Rick Lazio, un membre republicà de la Cambra de representants dels Estats Units representant el 2n districte congressual de Nova York. Al llarg de la campanya, els opositors van acusar Clinton de carpetbagging, ja que ella mai va residir a Nova York o va participar en la política estatal abans d'aquesta contesa. Clinton va començar la seva campanya visitant cada comtat de l'estat, en una «gira per escoltar» en ambients de petits grups. Durant la campanya, ella va dedicar un temps considerable en regions tradicionalment republicanes al nord de l'estat. Clinton va prometre millorar la situació econòmica en aquestes àrees, i va anunciar que crearia 200,000 llocs de treball a l'estat durant el seu mandat. El seu pla va incloure crèdits fiscals per premiar la creació de llocs de treball i fomentar inversions d'empreses, especialment en el sector d'alta tecnologia. Ella va demanar retallades d'impostos personals per a la matrícula universitària i cura a llarg termini.
La contesa va rebre atenció nacional. Lazio va cometre un error durant un debat al setembre quan va semblar envair l'espai personal de Clinton tractant d'aconseguir que se signés un acord de recaptació de fons. Les campanyes de Clinton i Lazio, juntament amb l'esforç inicial de Giuliani, van gastar un rècord combinat de 90 milions de dòlars. Clinton va guanyar l'elecció el 7 de novembre del 2000, amb el 55% del vots contra el 43% de Lazio. Ella va jurar el seu càrrec com a Senadora dels Estats Units el 3 de gener de 2001.

## Senadora dels Estats Units

### Primer mandat

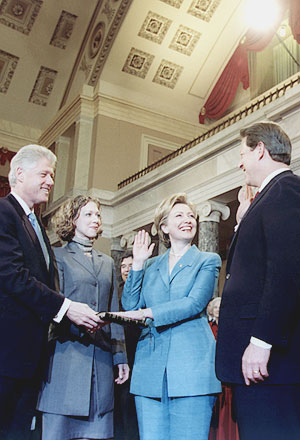
Hillary a la possessió de reconstitució com a senadora dels Estats Units feta pel vicepresident Al Gore a la Cambra Vella del Senat, amb el president Clinton i la seva filla Chelsea, el 3 de gener del 2001.

En entrar al senat, Clinton va mantenir un perfil públic discret i va mantenir relacions amb senadors dels dos partits. També va forjar aliances amb senadors d'inclinació religiosa en participar regularment en l'Esmorzar d'Oració del Senat.
Clinton va servir en cinc comitès del senat: el Comitè del Pressupost (2001-2002), el Comitè sobre Serveis Armats (des de 2003), el Comitè sobre el Medi Ambient i Obres Públiques (des de 2001), el Comitè sobre la Salut, Educació, Treball, i Pensions (des de 2001), i el Comitè Especial sobre l'Envelliment. També va ser una comissària de la Comissió sobre Seguretat i Cooperació a Europa (des de 2001).
Després dels atemptats de l'11 de setembre de 2001, Clinton va cercar d'obtenir fons per als esforços de recuperació a la Ciutat de Nova York i per a les millores de seguretat al seu estat. Treballant amb el senador sènior Charles Schumer, Clinton va ser instrumental en ràpidament assegurar 21 mil milions de dòlars de fons per a la reconstrucció del World Trade Center. Subseqüentment va prendre un paper de lideratge en investigar els problemes de salut que enfronten els socorristes del 9/11. Clinton va votar per la Llei USA Patriot l'octubre de 2001. El 2005, quan la llei s'havia de renovar, va treballar per fer front a algunes preocupacions amb llibertats civils, abans de votar a favor d'un compromís d'una llei renovada al març de 2006 la qual va obtenir el suport de la majoria.
Clinton va recolzar fortament l'acció militar dels EUA a l'Afganistan de 2001, dient que era una oportunitat per combatre el terrorisme i millorar les vides de les dones afganeses que van patir sota el govern del Talibà. Clinton va votar a favor de la Resolució Guerra de l'Iraq, la qual va autoritzar al President dels Estats Units George W. Bush fer servir la força militar en contra de l'Iraq. Tal acció hauria de ser necessària per fer complir una resolució del Consell de Seguretat de les Nacions Unides després de la continuació d'esforços diplomàtics.

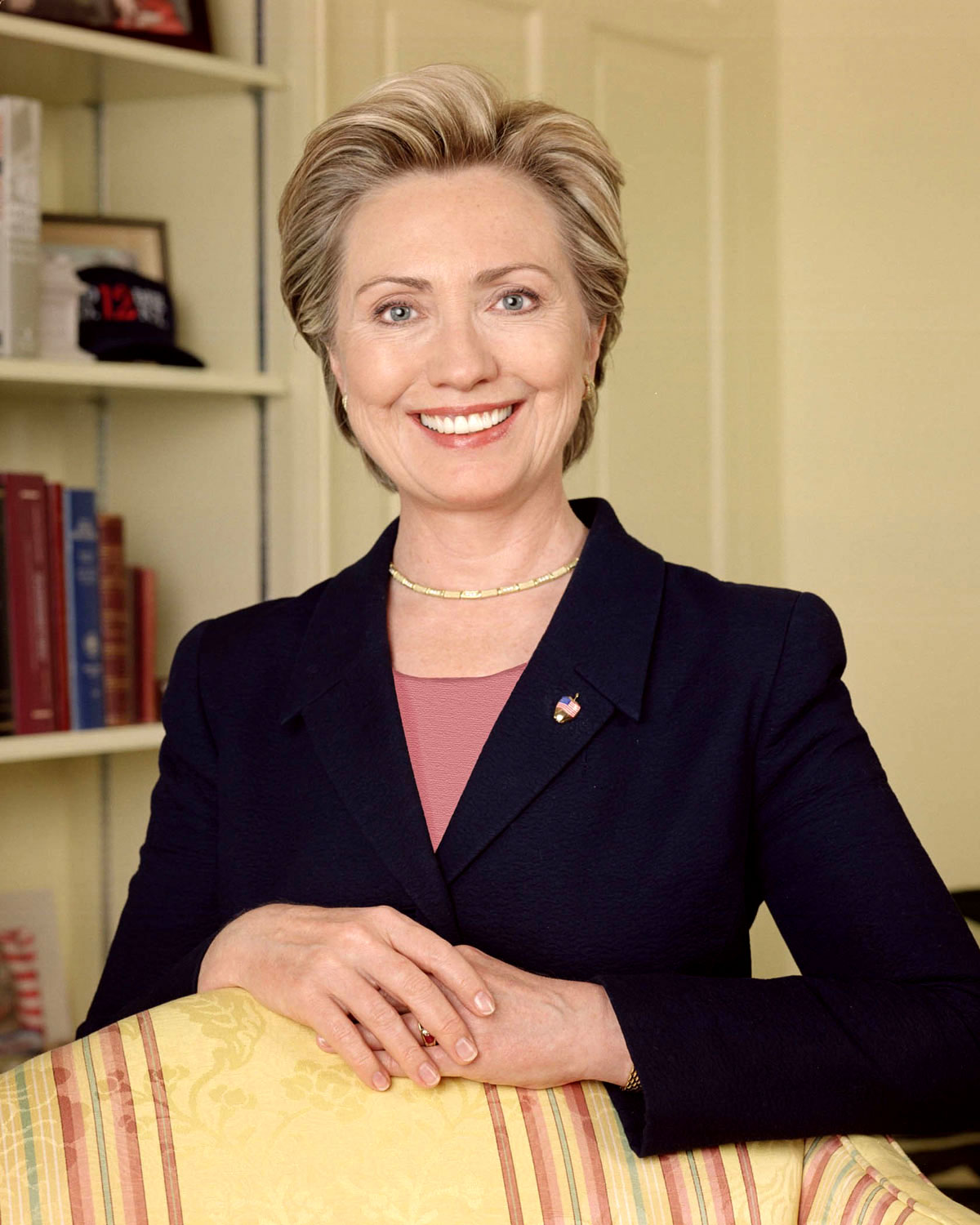
Retrat oficial de Clinton com a senadora dels Estats Units

Després de començar la Guerra de l'Iraq, Clinton va fer viatges a l'Iraq i a l'Afganistan per visitar les tropes nord-americanes estacionades en ambdós països. En una visita a l'Iraq al febrer de 2005, Clinton va assenyalar que la insurgència va fallar en interrompre les eleccions democràtiques que havien tingut lloc més d'hora, i que parts del país estaven funcionant bé. Assenyalant que els desplegaments de guerra estaven drenant les forces regulars i de reserva, va introduir una legislació per incrementar la grandària normal de l'Exèrcit dels Estats Units per 80.000 soldats per alleujar la tensió. Al final del 2005, Clinton va dir que mentre la retirada immediata de l'Iraq seria un error, el compromís de Bush de quedar-se "fins que la feina estigués acabada" també era una equivocació, ja que va donar als iraquians «una invitació oberta per no cuidar-se d'ells mateixos». La seva posició va causar frustració entre aquells del Partit Demòcrata els quals afavorien la retirada immediata de les tropes. Clinton va donar suport a retenir i millorar els beneficis de salut per a veterans, i va lluitar en contra del tancament de diverses bases militars.
La Senadora Clinton va votar en contra de dos paquets importants de retallades d'impostos del president Bush, de la Llei de Reconciliació per a Creixement Econòmic i Desgravació fiscal del 2001 i de la Llei de Reconciliació per a Treballs i Creixement de la Desgravació fiscal del 2003. També va votar en contra de la confirmació com a jutge president dels Estats Units de John G. Roberts el 2005 i de la confirmació de Samuel Alito a la Cort Suprema dels Estats Units.
El 2005, Clinton va trucar a la Comissió Federal de Comerç perquè investigués com van poder aparèixer escenes de sexe amagades al controvertit videojoc Grand Theft Auto: San Andreas. Juntament amb els Senadors Joe Lieberman i Evan Bayh, va introduir la Llei de Protecció d'Entreteniment familiar, amb la intenció de protegir els nens de contingut inadequat trobat en videojocs. El 2004 i el 2006, Clinton va votar en contra de l'Esmena Federal del Matrimoni la qual va mirar de prohibir el matrimoni homosexual.
Cercant establir una "infraestructura progressiva" per rivalitzar la infraestructura del conservadorisme nord-americà, Clinton va tenir un paper formatiu en converses que van portar a la fundació del Center for American Progress (Centre per al Progrés Nord-americà), per l'ex cap d'estat major de l'administració Clinton, John Podesta. Podesta també va fundar el 2003 Citizens for Responsibility and Ethics in Washington (Ciutadans per a la Responsabilitat i Ètica a Washington) i va aconsellar a Media Matters for America (Els Mitjans Importen als Estats Units) creada el 2004, per l'antic antagonista dels Clinton, David Brock. Seguint les eleccions del senat de 2004, Clinton va empènyer reeixidament un nou líder del senat demòcrata, Harry Reid, a crear una Sala de Guerra perquè el senat manipulés la missatgeria política quotidiana.

### Campanya de reelecció del 2006
Al novembre del 2004, Clinton va anunciar que cercaria un segon mandat al senat. L'anticipada preferida per a la nominació republicana i fiscal de districte del comtat de Westchester, Jeanine Pirro, es va retirar de la campanya després de diversos mesos d'un pobre rendiment a la seva campanya. Clinton fàcilment va guanyar la nominació demòcrata davant el seu oponent intern, l'activista antiguerra Jonathan Tasini. L'adversari de Clinton a l'elecció general va ser el candidat republicà John Spencer, exalcalde de Yonkers, a més d'altres candidats de tercers partits. Ella va guanyar l'elecció el 7 de novembre de 2006, amb el 67% dels vots contra el 31% que va obtenir John Spencer, i va guanyar en tots els comtats menys en quatre dels seixanta-dos comtats de Nova York. Clinton va gastar 36 milions de dòlars per a la seva reelecció, més que qualsevol altre candidat per al Senat a les eleccions de 2006. Alguns demòcrates la van criticar per haver gastat massa en una contesa unilateral, mentre alguns opositors estaven preocupats perquè comptava amb fons per a una potencial candidatura presidencial el 2008. Als següents mesos, ella transferiria 10 milions de dòlars dels fons de la campanya al Senat cap a la seva campanya presidencial.

### Segon mandat

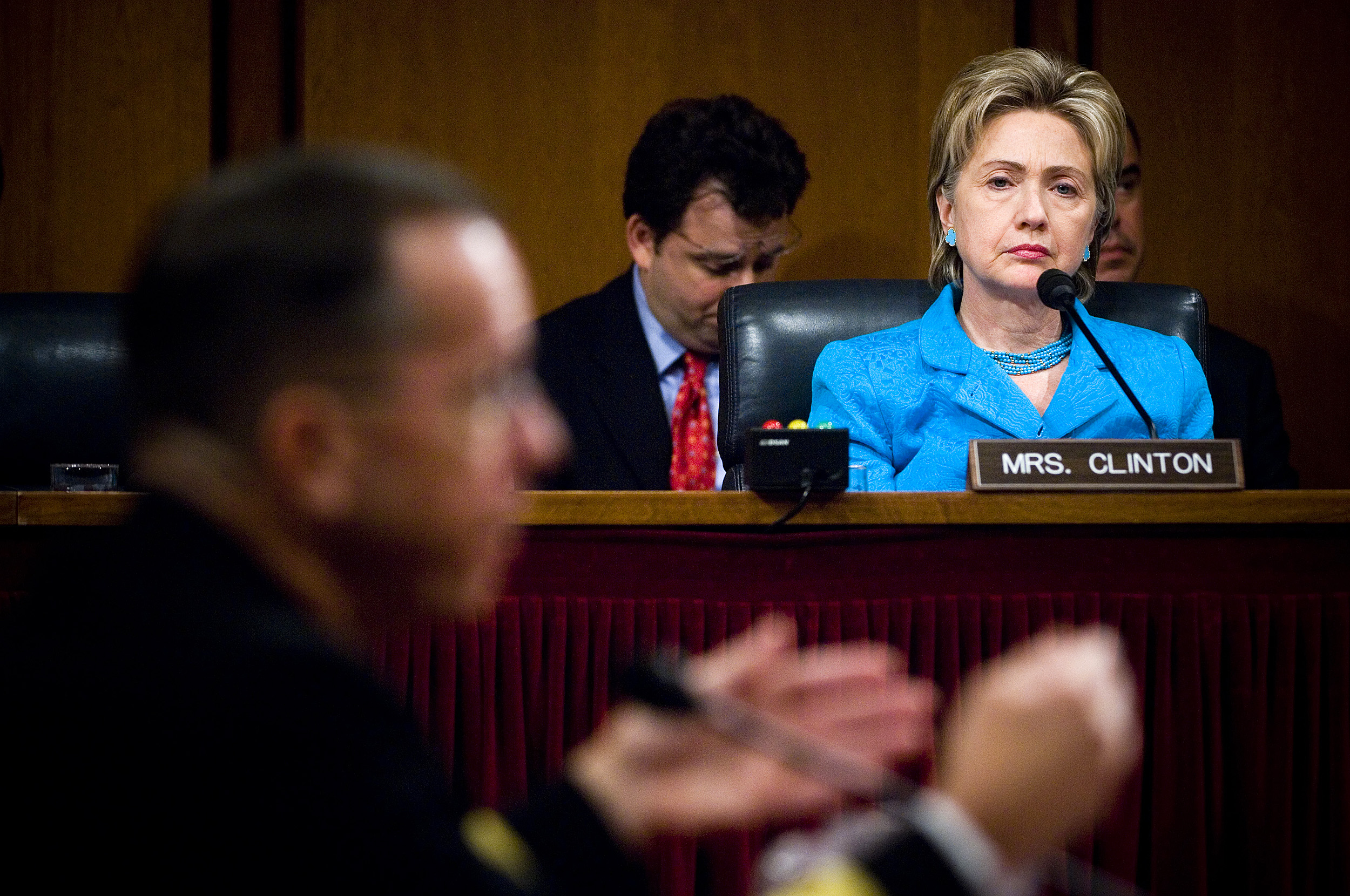
La senadora Hillary Clinton escolta al Cap de l'Armada Naval d'Operacions, Mike Mullen, responent a una pregunta a la seva audiència de confirmació al Comitè de Serveis Armats del Senat en 2007.

Clinton va estar en contra de l'augment de tropes a la Guerra de l'Iraq del 2007. Al març del 2007, va votar a favor d'una llei de despeses per a la guerra que requerís al president Bush retirar les tropes de l'Iraq abans d'una data límit, però subseqüentment va ser vetada pel president Bush. Al maig del 2007, una llei que es comprometia a finançar la guerra fins a una data límit de retirament i beneficiava el finançament amb paràmetres de progrés per al govern de l'Iraq, va ser presentada el senat i va ser signada per Bush, amb el vot en contra de Clinton. Més tard, Clinton va respondre a l'Informe al Congrés sobre la Situació a l'Iraq del General David Petraeus presentat el setembre del 2007 dient que "jo penso que els informes que vostè ens està proveint realment requereixen una suspensió voluntària a no creure-se'ls."
Al març del 2007, responent a l'acomiadament de Procuradors dels Estats Units, Clinton va trucar al fiscal general Alberto Gonzales per què renunciés. Al maig i juny del 2007, pel que fa a la reforma migratòria comprensiva d'alt perfil i objecte de debats acalorats coneguda com la Llei Fronteres Segures, Oportunitat Econòmica i Reforma migratòria del 2007, Clinton va emetre diversos vots a favor de la llei però va fallar en obtenir clausura.
Mentre la crisi financera de 2007-2008 va aconseguir el seu cim amb la crisi de liquiditat del setembre del 2008, Clinton va donar suport al pla proposat de rescat del sistema financer dels Estats Units, votant a favor de la Llei d'Estabilització Econòmica d'Urgència del 2008 de 700 mil milions de dòlars, dient que la llei representava els interessos del poble estatunidenc. La llei va passar al senat 74-24.

## Campanya presidencial del 2008
Clinton s'havia estat preparant per a una potencial candidatura a la presidència dels Estats Units des de principis del 2003. El 20 de gener de 2007, Clinton va anunciar a través del seu lloc web la formació d'un comitè exploratori per a les eleccions presidencials dels Estats Units de 2008, i va declarar, «sóc aquí, i hi sóc per guanyar». Cap dona havia estat mai nominada per un partit principal per a presidenta dels Estats Units. L'abril de 2007, els Clinton van liquidar un fideïcomís cec, que havia estat establert quan Bill Clinton va esdevenir president el 1993, per evadir la possibilitat de conflictes ètics o vergonyes polítiques al fideïcomís mentre Hillary Clinton emprenia la seva campanya presidencial. Més tard, unes declaracions de divulgació van revelar que la quantitat de diners de la parella era de més de 50 milions de dòlars, i que ells havien guanyat més de 100 milions de dòlars des del 2000, la majoria dels quals venint dels llibres, discursos, i altres activitats de Bill Clinton.

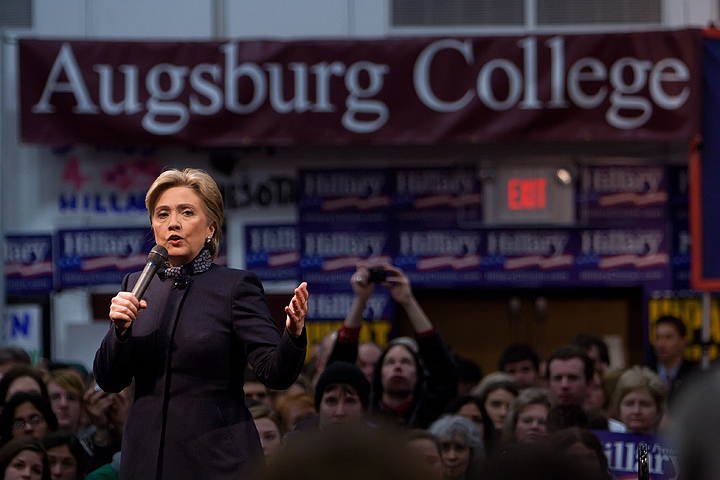
Hillary parlant en un esdevenint de campanya a la Universitat de Augsburg, a Minneapolis, Minnesota, dos dies abans del Super Dimarts.

Clinton encapçalava la llista de candidats competint per a la nominació demòcrata als sondejos d'opinió per a l'elecció. La majoria dels sondejos col·locaven al Senador Barack Obama d'Illinois i l'ex Senador John Edwards de Carolina del Nord com els competidors més propers. Clinton i Obama van establir rècords per a la recaptació de fons primerenca, intercanviant la davantera de diners cada trimestre. Per al setembre del 2007, els sondejos als primers sis estats en tenir primàries demòcrates demostraven que Clinton era davantera en tots ells, amb les eleccions més properes a Iowa i Carolina del Sud. Al mes següent, els sondejos nacionals mostraven a Clinton molt per endavant dels seus competidors demòcrates. Al final d'octubre, Clinton va patir un rar acompliment pobre al debat contra Obama, Edwards, i els seus altres opositors. El missatge de "canvi" d'Obama va començar a ressonar millor entre l'electorat demòcrata que el missatge d'"experiència" de Clinton. La competència es va estrènyer considerablement, especialment als caucus primerencs dels estats d'Iowa, Nou Hampshire, i Carolina del Sud, amb Clinton perdent la davantera en diversos sondejos en arribar el desembre.

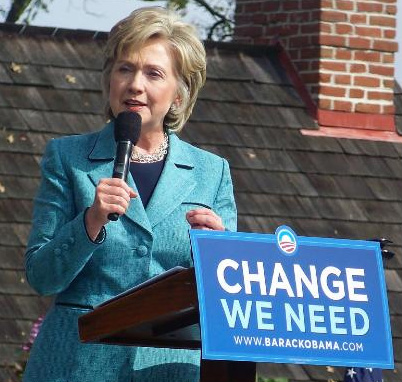
Clinton fent en un míting a Pennsilvània donant suport al seu ex rival, Barack Obama; octubre de 2008.

A la primera votació del 2008, Clinton es va col·locar en tercer lloc al caucus demòcrata d'Iowa el 3 de gener per darrere d'Obama i d'Edwards. Obama va guanyar terreny als sondejos nacionals els següents dies, amb tots els sondejos predient la victòria per a ell a la Primària de Nou Hampshire. No obstant això, Clinton va guanyar en aquell estat el 8 de gener, superant Obama per poc. Les explicacions del seu retorn a Nou Hampshire van variar, però van ser centrades en què ella era vista amb més simpatia, especialment entre les dones, després que els seus ulls es van omplir de llàgrimes i se li va trencar la veu mentre responia una pregunta d'un votant el dia abans de les eleccions.
La naturalesa de la competència es va fracturar als següents dies. Diverses observacions fetes per Bill Clinton i altres substituts, i una observació feta per Hillary Clinton sobre Martin Luther King, Jr., i Lyndon B. Johnson, va ser percebuda per molts, accidentalment o intencionadament, com una limitació d'Obama com a candidat per ser afroamericà, o com una negació del significat post-racial i els èxits de la seva campanya. Malgrat els intents de Clinton i Obama d'evitar el tema, el vot demòcrata es va polaritzar encara més com a resultat, amb Clinton perdent molt del suport que tenia entre els afroamericans. Ella va perdre per un marge de dos a un contra Obama a la primària de Carolina del Sud el 26 de gener, i estableix, amb la sortida d'Edwards, una competència intensa entre dues persones per als vint-i-estats del súper dimarts el 5 de febrer. Bill Clinton havia fet més declaracions atraient crítiques per les seves percebudes implicacions racials a la fi de la campanya a Carolina del Sud, i el seu paper va ser vist com prou nociu per a ella que una onada de seguidors entre i fora de la seva campanya diguessin que l'expresident "havia de parar."

Mapa dels resultats de votació popular de les primàries i caucus demòcrates. Obama va guanyar als estats pintats de color porpra, mentre que Clinton va guanyar als de color verd.

Al súper dimarts, Clinton va guanyar als estats més grans, com Califòrnia, Nova York, Nova Jersey, i Massachusetts, mentre que Obama va guanyar a la majoria d'estats. De fet, gairebé es van dividir el vot popular per la meitat. Però Obama estava obtenint més delegats compromesos per la seva part del vot popular a causa de la millor explotació de les regles de distribució proporcional del partit demòcrata.
La campanya Clinton havia comptat amb guanyar la nominació del súper dimarts, i no estava preparada finançament i logísticament per un esforç prolongat; quedant-se enrere en recaptacions de fons per internet i amb Clinton que va començar a prestar diners a la seva campanya. Hi havia desordre continu entre el personal de la campanya i ella va fer diversos canvis de personal d'alt nivell. Obama va guanyar les següents 11 caucus i primàries a través del país, sovint amb amplis marges, i va prendre una davantera significant en delegats compromesos sobre Clinton. El 4 de març, Clinton va trencar la ratxa de pèrdues en guanyar a Ohio i a altres llocs, on la seva crítica del TLCAN, un llegat principal de la presidència del seu marit, havia estat un tema principal. Al llarg de la campanya, Obama dominava als caucus, els quals la campanya Clinton en gran part va ignorar en organitzar-se. Obama va fer bé en les primàries on votants afroamericans, joves, amb educació universitària, o votants acomodats estaven fortament representats; Clinton va fer bé en les primàries on predominaven votants hispans o grans, sense educació universitària, o votants blancs de la classe treballadora. Alguns líders del partit demòcrata van expressar la seva preocupació que la campanya estesa entre els dos pogués fer mal al guanyador en l'elecció general en contra del presumpte candidat republicà John McCain, especialment si un triomf eventual de Clinton fos guanyat via superdelegats nomenats pel partit.
La confessió de Clinton al final de març en unes declaracions en campanya en què va afirmar que no era cert que havia estat sota foc hostil per part de franctiradors durant una visita del 1996 a les tropes dels EUA a la Base Aèria de Tuzla a Bòsnia i Hercegovina, va atreure una considerable atenció als mitjans de comunicació i amenaçava amb soscavar la seva credibilitat i els seus reclams de perícia en política exterior com a Primera Dama.

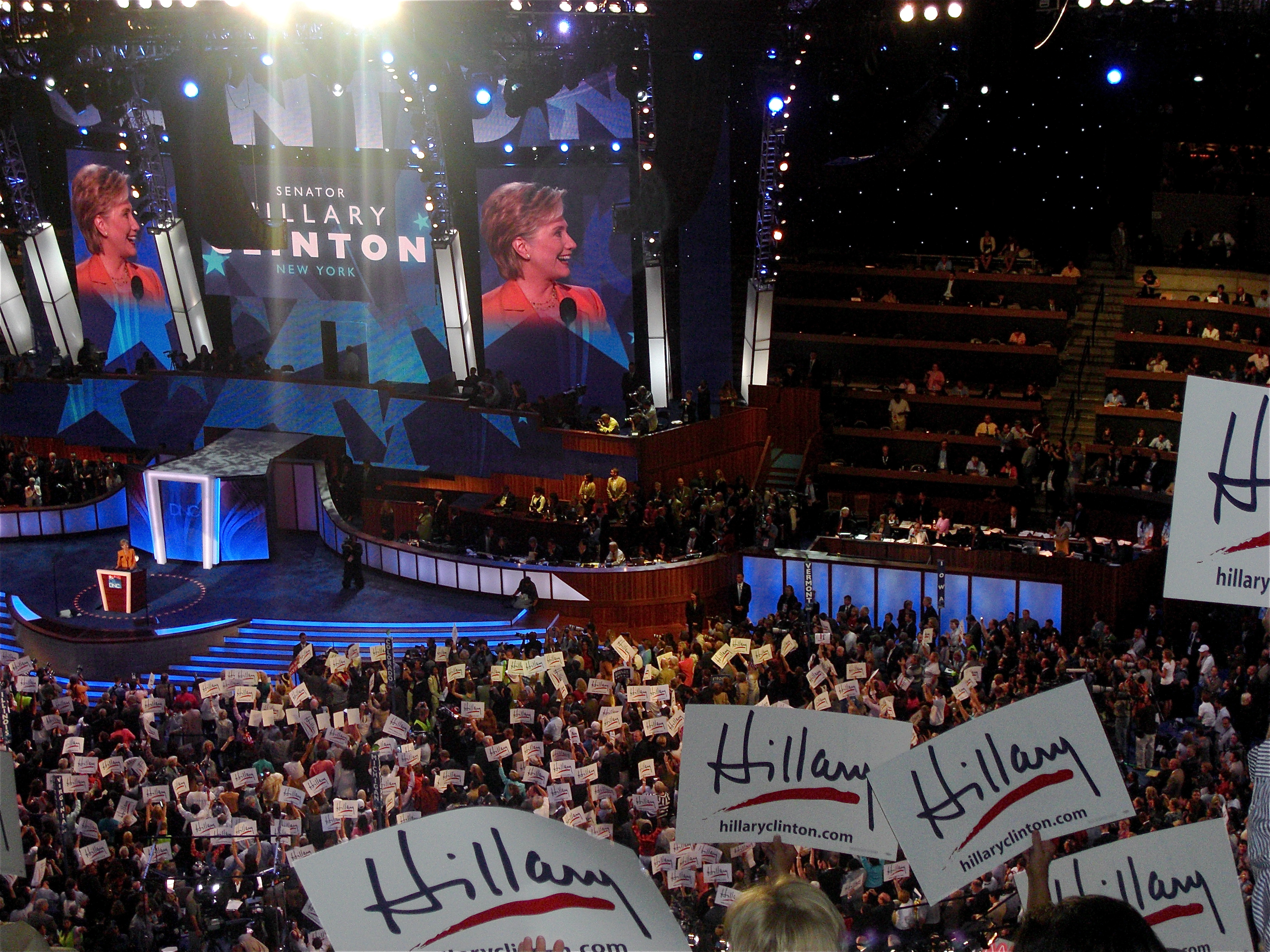
Clinton fent un discurs durant la segona nit de la Convenció Demòcrata Nacional de 2008 a Denver, Colorado.

El 22 d'abril, Clinton va guanyar la primària de Pennsilvània, i va mantenir la seva campanya viva. No obstant això, el 6 de maig, una victòria més estreta de la que esperava a la primària d'Indiana juntament amb una gran pèrdua en la primària de Carolina del nord va posar fi a qualsevol possibilitat realista que ella guanyés la nominació. Més tard va prometre romandre a les primàries que quedaven, però va parar els atacs en contra d'Obama, que com un assessor va declarar que "ella pot acceptar perdre, però no pot acceptar de renunciar." Clinton va guanyar algunes de les competències restants, i en efecte, als últims tres mesos de la campanya va guanyar més delegats, estats, i vots que Obama, però no va aconseguir superar l'avantatge d'Obama.
Seguint les primàries finals el 3 de juny de 2008, Obama havia guanyat prou delegats per convertir-se en el presumpte candidat. En un discurs davant els seus seguidors el 7 de juny, Clinton va acabar la seva campanya i recolzà a Obama declarant que "la manera de continuar la nostra lluita ara per complir les nostres metes per les quals sóm ferms és no perdent la nostra energia, la nostra passió, la nostra força i fer tot el que puguem per escollir Barack Obama." A la fi de la campanya, Clinton havia guanyat 1,640 delegats compromesos contra els 1,763 d'Obama. En el moment de la referma, Clinton tenia 286 superdelegats contra els 395 d'Obama, i sumant-hi 256 contra 438 va ser el moment en què Obama va ser reconegut com a guanyador. Clinton i Obama van rebre prop de 17 milions de vots durant el procés de nominació, ambdós trencant el rècord previ. Clinton també va eclipsar, per un gran marge, el rècord previ de la Congressista Shirley Chrisholm durant l'elecció presidencial del 1972 de més primàries i delegats guanyats per una dona. Clinton va fer un discurs apassionat donant suport a Obama a la Convenció Demòcrata Nacional de 2008 i va fer campanya per ell la tardor de 2008, la qual va concloure amb la seva victòria sobre McCain a l'elecció general el 4 del novembre. La campanya de Clinton va acabar severament en deute; ella li devia milions de dòlars a proveïdors externs i va passar a pèrdues de 13 milions de dòlars que ella s'havia prestat.

## Secretària d'Estat

### Nominació i confirmació

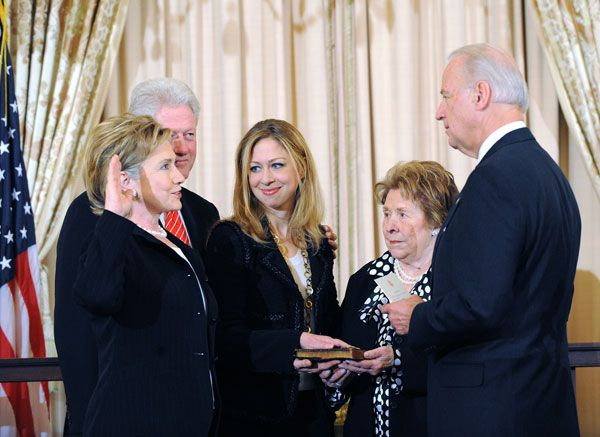
Presa de possessió de Hilary com a secretària d'Estat, dirigida pel vicepresident Joe Biden.

A mitjans del novembre de 2008, el president electe Obama i Clinton van discutir la possibilitat que ella fes de secretària d'Estat dels Estats Units a la seva administració, i el 21 de novembre, diversos informes indicaven que ella havia acceptat la posició. L'1 de desembre, el president electe Obama va anunciar formalment que Clinton seria Secretària d'Estat. Clinton va dir que ella es resistia a deixar el senat, però que la seva nova posició representava una "aventura difícil i emocionant". Com a part de la seva nominació i en ordre per alleujar preocupacions de conflictes d'interès, Bill Clinton va estar d'acord en acceptar diverses condicions i restriccions pel que fa a les seves activitats en marxa i els seus esforços de recaptacions de fons per al Centre Presidencial Clinton i la Iniciativa Mundial Clinton.
El nomenament requeria un remei de Saxbe, aprovat i signat com a llei al desembre del 2008. Les audiències de confirmació davant del Comitè del Senat sobre Relacions Exteriors van començar el 13 de gener de 2009, una setmana abans de la investidura d'Obama. Tres dies després el Comitè va aprovar Clinton amb 16 vots a favor i 1 un en contra. En aquell moment el seu índex d'aprovació havia arribat al 65%, el punt més alt des de l'escàndol Lewinsky. El 21 de gener de 2009, Clinton va ser confirmada al ple senat amb 94 vots a favor i 22 en contra. Clinton va prendre el jurament al càrrec de Secretària d'Estat i va resignar al senat el mateix dia. Ella va esdevenir la primera ex primera Dama en servir al Gabinet dels Estats Units.

### Primera meitat del mandat

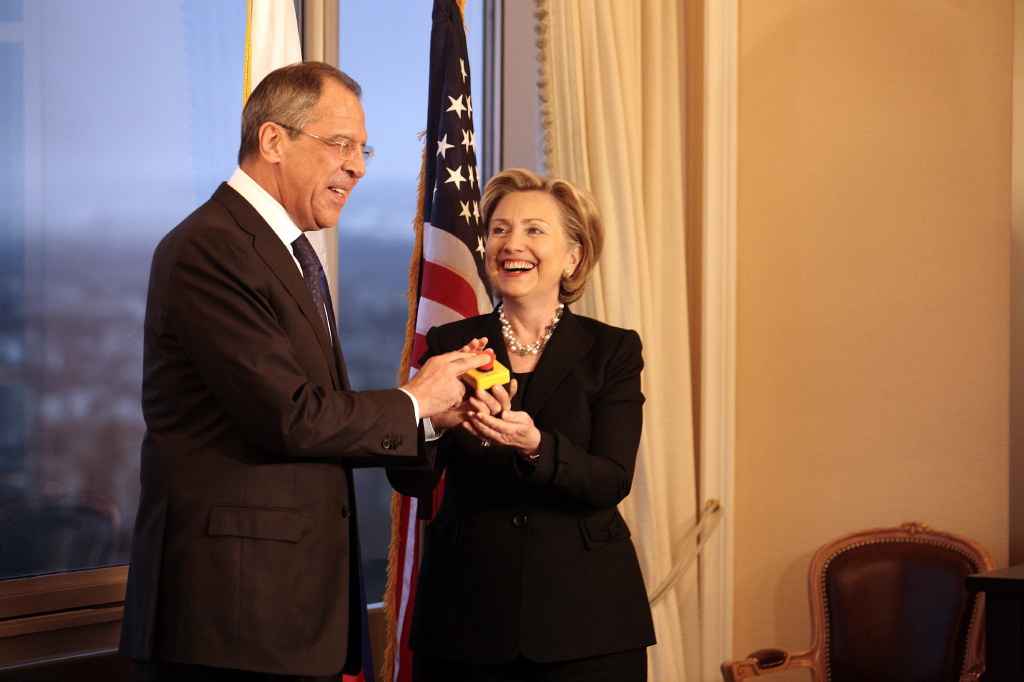
Hillary amb el ministre d'afers exteriors rus, Sergey Lavrov, amb el botó "resset" el març de 2009.

Clinton va passar els seus primers dies com a Secretària d'Estat comunicant-se per telèfon amb desenes de líders mundials i indicant que la política exterior dels Estats Units canviaria de direcció: "Tenim molt de mal per reparar." Va advocar per un paper més ampli en temes de l'economia mundial per al Departament d'Estat i va citar la necessitat d'un augment de presència diplomàtica dels EUA, especialment a l'Iraq, on el Departament de Defensa havia dut a terme missions diplomàtiques. Va impulsar un pressupost més gran d'assumptes internacionals, proposant un increment del 7 per cent per al Departament d'Estat i altres programes internacionals al pressupost de l'administració Obama del 2010. Al març del 2009, Clinton va prevaler sobre el vicepresident Joe Biden en un debat intern per enviar 21.000 militars més a la guerra de l'Afganistan. Una fractura al colze i la subseqüent recuperació dolorosa van causar que Clinton cancel·lés dos viatges a l'estranger al juny del 2009.

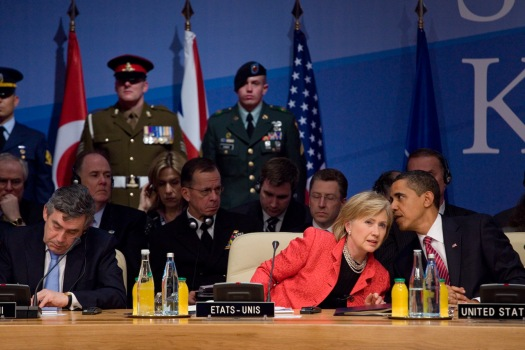
Obama i Hillary parlant durant una reunió de l'Organització del Tractat de l'Atlàntic Nord l'abril del 2009.

Clinton va anunciar la reforma més ambiciosa del seu departament, la Revisió Quadriennal de Diplomàcia i Desenvolupament, que estableix objectius específics per a les missions estrangeres del Departament d'Estat, a partir d'un procés similar al Departament de Defensa amb el qual ella estava familiaritzada després de seu temps en el Comitè del Senat sobre Serveis Armats. (El primer d'aquests informes va ser emès al desembre de 2010 i va instar que els EUA lideressin mitjançant el "poder civil" com una manera eficaç per respondre a desafiaments internacionals i desactivar les crisis. També va tractar d'institucionalitzar objectius de donar poder a les dones a tot el món.) Al setembre, Clinton va donar a conèixer la Iniciativa Mundial per la Fam i Seguretat Alimentària a la junta anual d'Iniciativa Mundial Clinton. La nova iniciativa tracta de combatre la fam al voltant del món com una part estratègica de la política exterior dels EUA, En comptes de només reaccionar a emergències d'escassetat de menjar que es produeixin, i emfatitza el paper de les dones agricultores.

Hillary felicitant integrants de les forces armades a la Base de la Força Aèria d'Anderson, l'octubre del 2010.

A l'octubre, en un viatge a Suïssa, la intervenció de Clinton va superar inconvenients d'última hora i va salvar la signatura d'un acord històric entre Turquia i Armènia per a establir relacions diplomàtiques i obrir la frontera entre les dues nacions. Al Pakistan, va mantenir diversos debats contundents amb estudiants, presentadors de programes d'entrevistes, i ancians de les tribus en un intent per reparar la imatge dels EUA al Pakistan.
En un discurs important el gener de 2010, Clinton va assenyalar analogies entre el teló d'acer i l'internet lliure i no lliure. Oficials xinesos van reaccionar negativament al discurs, i va obtenir atenció com la primera vegada que un funcionari d'alt nivell nord-americà havia definit clarament l'internet com a element clau de la política exterior estatunidenca. A mitjan 2010, Clinton i Obama havien forjat una bona relació de treball sense lluites pel poder. Es reunien setmanalment, però la secretària d'Estat Clinton no tenia una relació diària propera com alguns dels seus predecessors tenien amb els seus presidents. El juliol de 2010 va visitar Corea, el Vietnam, el Pakistan, i l'Afganistan, tot mentre es preparava per al casament el 31 de juliol de la seva filla Chelsea enmig de molta atenció dels mitjans de comunicació. Al 29 de novembre del 2010, Clinton va liderar la campanya de control de danys nord-americans després que WikiLeaks publiqués cables confidencials del Departament d'Estat amb declaracions contundents i avaluacions fetes per diplomàtics dels EUA i estrangers. Alguns dels cables publicats per WikiLeaks es referien a Clinton directament: revelaven que el 2009 s'havien dictat per l'CIA, en nom seu, instruccions a membres del servei exterior per reunir dades biomètriques i altres dades personals de diplomàtics estrangers, fins i tot oficials de les Nacions Unides i aliats dels EUA.

### Segona meitat del mandat

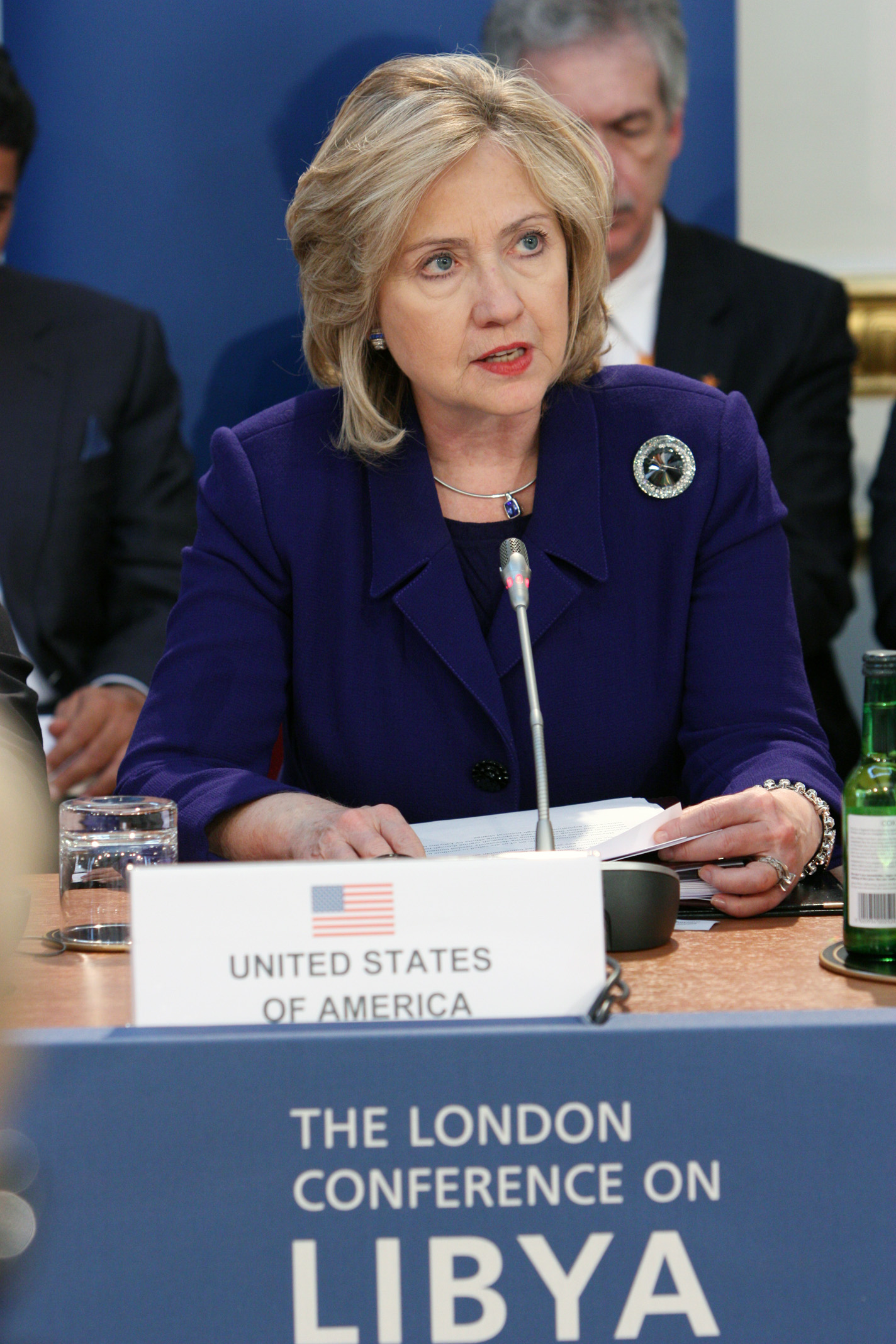
Hillary a la reunió de Londres per discutir la intervenció militar de l'OTAN a Líbia, el 29 de març de 2011

Les protestes egípcies del 2011 van plantejar la crisi més gran de política exterior per a l'administració. Clinton va estar en primer pla de la resposta pública dels EUA, evolucionant ràpidament d'una valoració inicial que el govern de Hosni Mubàrak era "estable" a una posició que havia d'haver una "transició ordenada a un govern democràtic participatiu", i a una condemna de la violència en contra dels manifestants. Obama també va arribar a dependre als consells, l'organització, i les connexions personals de Clinton en la resposta als fets. Mentre les manifestacions s'estenien per la regió, Clinton va estar en primer pla d'una resposta dels EUA que ella va reconèixer que era de vegades contradictòria, recolzant a alguns règims mentre donava suport als manifestants en altres moments. Durant la guerra civil de Líbia el canvi de Clinton a favor de la intervenció militar va ser un viratge en superar l'oposició interna de l'administració i obtenir el suport de l'ONU i l'aprovació àrab per la intervenció militar a Líbia del 2011. Després va utilitzar a aliats dels EUA i el que ella va anomenar "poder de convocatòria" per mantenir units als rebels libis quan finalment van enderrocar el règim de Gadafi. Després de la reeixida missió dels EUA per matar Ossama bin Laden del maig del 2011, Clinton va tenir un paper principal en la decisió de l'administració de no publicar les fotos del líder d'al-Qaida mort. En un discurs del desembre del 2011 davant el Consell de Drets Humans de les Nacions Unides, va dir que els EUA advocarien pels drets dels gais, que "els drets dels gais són drets humans" i que "mai hauria de ser un crim ser gai." Aquest mateix mes es va efectuar la primera visita a Birmània d'un secretari d'Estat dels EUA des del 1955. Hillary Clinton es va reunir amb líders birmans i amb la cap de l'oposició Aung San Suu Kyi i va cercar donar suport a les reformes democràtiques birmanes del 2011.

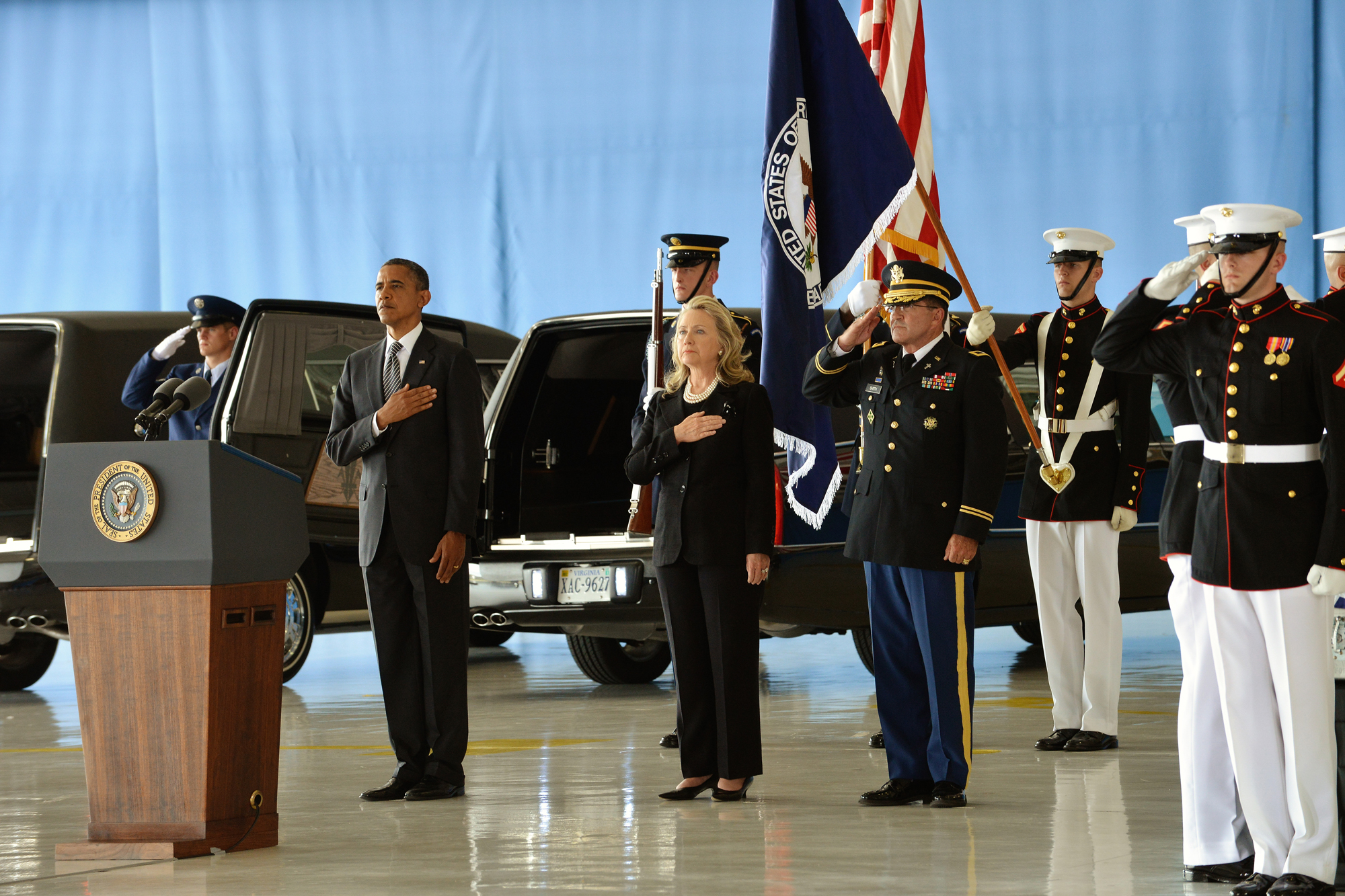
Obama i Hillary homanetjant a les víctimes de l'atac a Bengasi durant una cerimònia a la Base de la Força Aèria d'Andrews, el 14 de setembre del 2012.

L'11 de setembre de 2012, es va dur a terme un atac a la missió diplomàtica dels EUA a Bengasi en què va resultar mort l'ambaixador dels EUA J. Christopher Stevens i tres nord-americans més. L'atac va resultar políticament controvertit als EUA, així com les preguntes que van sorgir sobre la preparació del govern dels EUA i les explicacions posteriors sobre el que havia passat. El 15 d'octubre, Clinton va dir respecte a la preparació que assumia la responsabilitat, mentre que les diferents explicacions es devien a la inevitable confusió de boira de guerra a successos d'aquest tipus.
Al desembre de 2012, Clinton va ser hospitalitzada per tractar-li una cogaulació al si transvers, una vena del cap que drena la sang del cervell. Els metges van descobrir la cogaulació en una revisió després del cop que es va fer quan es va desmaiar gairebé tres setmanes abans, després d'una deshidratació greu deguda a una malaltia intestinal viral adquirida en un viatge a Europa. La coagulació, que no va causar cap dany neurològic immediat, s'està tractant amb medicaments anticoagulants, i els metges van dir que s'esperava una recuperació completa. El 1998 ja havia requerit tractaments anticoagulants en desenvolupar una coagulació a la cama, que va atribuir als seus "constants vols per tot el país" com a Primera Dama (se sap que els viatges llargs en avió incrementen el risc de desenvolupar coagulacions). La recuperació de Clinton del cop i el tractament de la seva trombosi van ajornar la seva testificació davant el Congrés sobre l'cas de Bengasi del setembre.
Al llarg del seu mandat, Clinton ha considerat el "poder intel·ligent" com l'estratègia per afirmar els valors i el lideratge nord-americà, combinant la força militar amb les capacitats dels EUA en l'economia mundial, l'ajuda al desenvolupament, i la tecnologia. Ella també ha ampliat en gran manera l'ús de mitjans socials al Departament d'Estat, com Facebook i Twitter, per difondre el seu missatge i per ajudar a donar poder al poble vis a vis amb els seus governants. I a la crisi de l'Orient Mitjà, Clinton va veure una oportunitat particular per potenciar un dels temes centrals del seu mandat, l'empoderament i benestar de dones i nenes a tot el món. D'altra banda, va considerar els drets de la dona i els drets humans com a fonamentals per als interessos de seguretat dels EUA.
Hillary va visitar 112 països durant el seu mandat, i va esdevenir així la secretària d'estat que més països ha visitat (La revista Time va escriure que «La resistència de Clinton és llegendària».) Durant el seu mandat, Clinton ha indicat que no té interès a aspirar a la presidència de nou o en ocupar un altre càrrec. Al març del 2011, va afegir que no estava interessada a seguir com a secretària d'Estat un segon mandat si Obama fos reelegit el 2012; al desembre del 2012, després de la seva reelecció, Obama va nominar al Senador John Kerry per a ser el successor de Clinton.

## Activitats subsegüents
Al febrer de 2013, ella i la seva filla es van unir amb Bill com a membres de la Fundació Clinton. En aquest paper, es va centrar en qüestions relacionades amb la infància, incloent una iniciativa anomenada "Small Affair to Break" i un altre projecte de $ 600 milions per incentivar la matrícula de nenes a les escoles secundàries de tot el món, liderada per l'exprimera ministre australiana Julia Gillard. També va dirigir "Sense límits: el projecte de participació plena", una associació que juntament amb la Fundació Bill i Melinda Gates recollia i estudiava les dades sobre l'avanç de les dones i nenes a tot el món des de la Conferència de Pequín el 1995. Encara el 2013, va començar a treballar en el seu segon volum de memòries, a fer conferències (rebent prop de $ 200.000 per cada una) i discursos pendents de pagament a nom de la fundació. Al setembre i octubre de 2014, va fer campanya per a alguns candidats demòcrates als governs estatals i del Senat en les eleccions intermèdies d'aquell any. A l'abril de 2015, quan va anunciar que tornaria a ser candidata a presidenta, va renunciar al Consell de la Fundació Clinton.
El març de 2015, la seva pràctica d'utilitzar l'adreça de correu electrònic i el servidor privat durant el seu mandat com a secretària d'Estat, en lloc de l'adreça de correu oficial i un servidor de govern, va guanyar una atenció pública generalitzada a causa de la preocupació per la seguretat dels correus electrònics enviats i rebuts, i si les seves accions van violar les lleis federals, reglamentàries o directives. La legislació estatunidenca sobre el tema determina, des del 2009, que els correus electrònics de les autoritats federals són part dels arxius del govern per posar-los a disposició de qualsevol persona que vulgui consultar-los. No obstant això, la mateix llei no prohibeix l'ús de comptes personals des que els missatges s'arxiven. En resposta, Clinton va declarar que havia entregat tots els seus correus electrònics relacionats amb la seva feina al Departament d'Estat uns mesos abans i va demanar la divulgació, que va ser feta a principis del setembre del 2015, quan centenars de missatges electrònics de l'exsecretària van ser posats en llibertat. Clinton es va disculpar i va dir que assumira les responsabilitats que implicaria aquest escàndol.

## Campanya presidencial del 2016
El 12 d'abril de 2015, va anunciar formalment la seva candidatura a la nominació demòcrata a la presidència dels Estats Units a les eleccions del 2016. Abans de l'anunci, que ja tenia una estructura organitzada per donar suport a la seva candidatura, que inclou agents amb experiència, un gran la xarxa de donants i dos comitès d'acció política. L'edifici de la seu de la seva campanya es troba a Brooklyn, a la ciutat de Nova York. La seva plataforma de campanya inclou la defensa de l'augment dels ingressos de la classe mitjana, l'Obamacare, les lleis que amplien l'accés lliure a la universitat, l'aplicació universal de l'educació infantil, els drets dels homosexuals, dels immigrants, del control d'armes i la igualtat de retribució entre homes i dones.

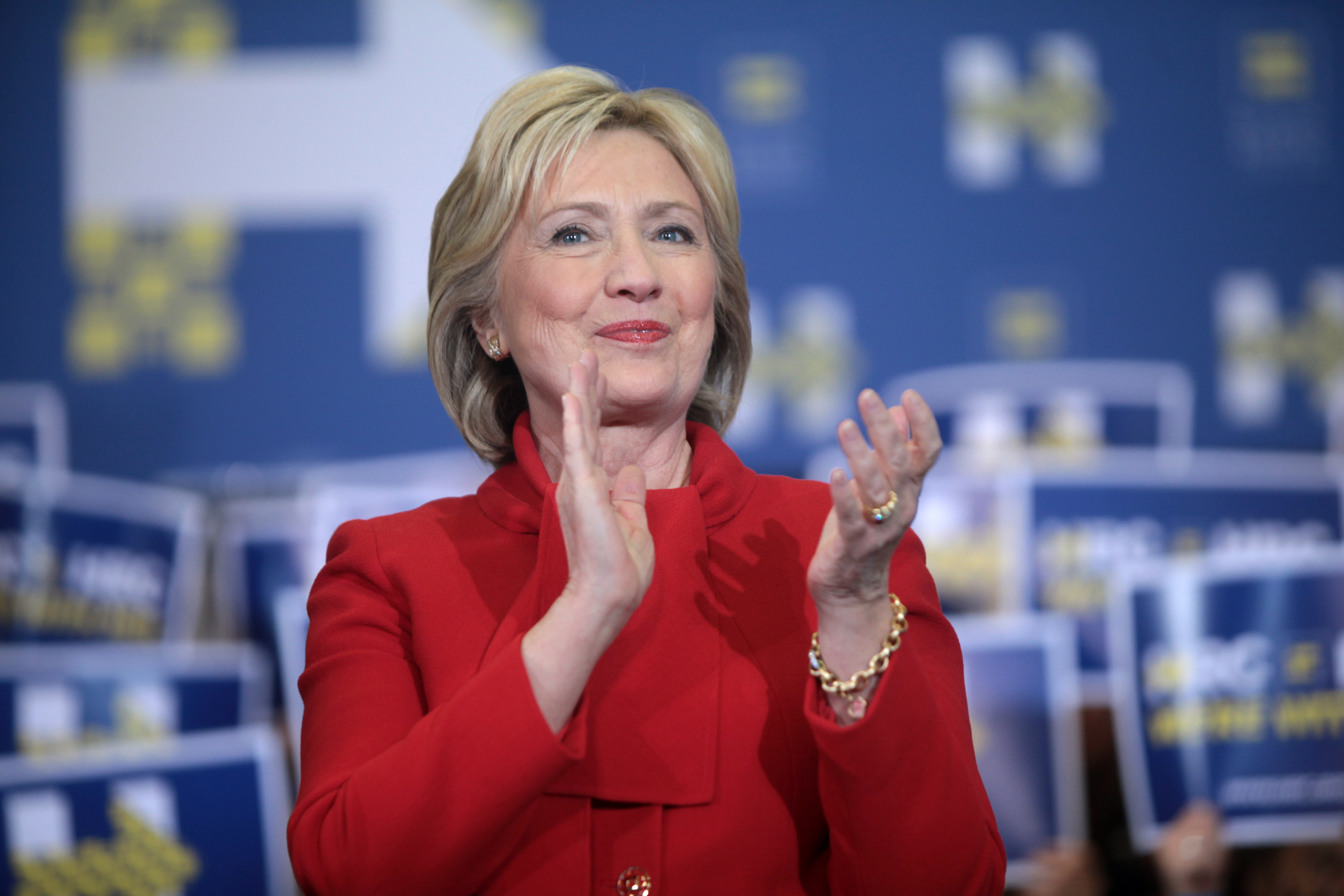
Hillary en el seu acte de campanya a Iowa el gener de 2016.

Inicialment considerada la gran preferida per guanyar la nominació demòcrata, Clinton s'enfronta a un fort desafiament inesperadament del senador demòcrata socialista Bernie Sanders de Vermont, la posició de llarga data en contra de la influència de les empreses i el suport ric a la política estatunidenca ha rebut entre els ciutadans insatisfets pels efectes de la desigualtat al país i s'ha contrastat amb els llaços de Clinton al Wall Street.

A la primera contesa electoral de l'any, l'1 de febrer, va guanyar per poc el caucus d'Iowa. A la primera primària a New Hampshire, va perdre davant Sanders per un ampli marge. Després d'aquesta victòria, Sanders va passar a representar una amenaça creixent a la pròxima primària a Nevada, però Hillary va vèncer en aquest estat amb una diferència de cinc punts percentuals. Una setmana més tard, va obtenir una aclaparadora victòria a Carolina del Sud. Aquests dues victòries van estabilitzar la seva campanya i van evitar una "turbulència" que havia ferit la seva campanya el 2008, quan va perdre en tres dels quatre primers pre-fets.

Logotip oficial de la Campanya Presidencial de Hillary Clinton de 2016.

El Súper Dimarts, Clinton va guanyar en set dels onze estats anteriors, rebent força vots al sud del país, on va tenir un ampli suport dels votants afroamericans. Els resultats del superdimarts intenció d'obrir un avantatge significatiu sobre Sanders al nombre de delegats "compromesos", que són necessaris per votar per un candidat i en particular a la convenció del partit. Durant les properes setmanes, s'ha mantingut aquest lideratge del nombre de delegats. Mentre que Hillary va rebre més vots de persones més grans i conservadores, el seu oponent ha atret votants més joves, blancs, rurals i més liberals.
El 6 de juny de 2016, l'agència de notícies Associated Press projecta que Hillary havia aconseguit el nombre suficient de delegats per ser la candidata demòcrata a les eleccions generals. L'endemà, després de guanyar a la majoria dels estats de l'últim Super Dimarts (incloent Califòrnia i Nova Jersey), Clinton va realitzar una manifestació a Brooklyn en què va esdevenir la primera dona que va reclamar la nominació per a president d'un partit polític important dels Estats Units. Al final de totes les controvèrsies, Hillary havia acumulat 2.219 delegats contra els 1.832 de Sanders. També va rebre el nombre més gran de vots populars (16,8 milions de dòlars contra els 13,1 de Sanders).
El 22 de juliol, va anunciar el senador Tim Kaine com el seu company de fórmula. Uns dies més tard, Hillary i Kaine van ser nominats formalment a la Convenció Nacional Demòcrata, celebrada a Filadèlfia. Amb això, va esdevenir la primera dona a ser nominada a la presidència per un dels dos partits polítics més important al país. Els seus oponents a les eleccions generals van ser el republicà Donald Trump, el llibertari Gary Johnson i Jill Stein, del Partit Verd. Finalment, malgrat la majoria d'enquestes que li donaven la victòria, al seu oponent el repudiaven fins i tot els del seu propi partit i tenir molts més recursos financers, va ser derrotada pel candidat republicà Donald Trump, probablement per una desastrosa estratègia electoral.

## Posicions polítiques
En un sondeig Gallup realitzat el maig del 2005, el 54% dels enquestats consideraven que Clinton era liberal; el 30% la consideraven moderada, i el 9% la consideraven conservadora. Les puntuacions del National Journal del 2006 la van col·locar com la trenta-dosena senadora més liberal i setzena més liberal el 2007. Una anàlisi política del 2004 feta pel politòleg Joshua D. Clinton de la Universitat de Princeton, Simon Jackman i Doug Rivers de la Universitat Stanford van trobar que seria la sisena dels vuits senadors més liberals.
Alguns grups d'interès també li van donar puntuacions als vots de Clinton basats en que tan bé els seus vots al senat s'alineaven amb les posicions del grup. Al llarg del 2008, ella tenia una mitjana "Quocient Liberal" del 90 per cent amb Americans for Democratic Action.

## Escrits i gravacions
Com a Primera Dama dels Estats Units, Clinton va publicar una columna periodística sindicada setmanal titulada «Parlant-ne», del 1995 al 2000, distribuïda per Creators Syndicate. La columna enfocava les seves experiències quan coneixia les dones, nens i famílies durant els seus viatges al voltant del món.
El 1996, Clinton va presentar la seva visió per als nens dels Estats Units en el llibre It Takes a Village: And Other Lessons Children Teach Us, traduït al català com És tasca de tots: deixem que els nens ens ensenyin, que va incloure un pròleg del psiquiatre Luis Rojas-Marcos. El llibre va entrar a la llista de millors venuts del New York Times i Clinton va rebre el Premi Grammy per al Millor àlbum parlat el 1997 per la gravació d'àudio del seu llibre.
Altres llibres publicats per Clinton quan era Primera Dama inclouen Dear Socks, Dear Buddy: Kids' Letters to the First Pets (1998) i An Invitation to the White House: At Home with History (2000). En 2001, va escriure un epíleg per al llibre infantil Beatrice's Goat.
El 2003, Clinton va publicar una autobiografia de 562 pàgines, Living History o Història Viva. Anticipant un gran volum de vendes, Simon & Schuster li va pagar a Clinton una bestreta de 8 milions de dòlars. El llibre va establir un rècord de vendes a la seva primera setmana per a una obra de no ficció, venent més d'un milió de còpies al primer mes després de la seva publicació, i es va traduir a dotze idiomes diferents. L'enregistrament d'àudio de Clinton del llibre va obtenir la nominació per al Premi Grammy a la categoria de Millor àlbum parlat.

## Historial electoral
| Elecció del Senat de 2000 de Nova York | Elecció del Senat de 2000 de Nova York | Elecció del Senat de 2000 de Nova York | Elecció del Senat de 2000 de Nova York | Elecció del Senat de 2000 de Nova York | Elecció del Senat de 2000 de Nova York |
| Partit                                 | Partit                                 | Candidat(a)                            | Vots                                   | %                                      | ±%                                     |
| -------------------------------------- | -------------------------------------- | -------------------------------------- | -------------------------------------- | -------------------------------------- | -------------------------------------- |
|                                        | Partit Demòcrata                       | Hillary Rodham Clinton                 | 3,747,310                              | 55.3                                   |                                        |
|                                        | Partit Republicà                       | Rick Lazio                             | 2,915,730                              | 43.0                                   |                                        |

| Elecció del Senat de 2006 de Nova York | Elecció del Senat de 2006 de Nova York | Elecció del Senat de 2006 de Nova York | Elecció del Senat de 2006 de Nova York | Elecció del Senat de 2006 de Nova York | Elecció del Senat de 2006 de Nova York |
| Partit                                 | Partit                                 | Candidat(a)                            | Vots                                   | %                                      | ±%                                     |
| -------------------------------------- | -------------------------------------- | -------------------------------------- | -------------------------------------- | -------------------------------------- | -------------------------------------- |
|                                        | Partit Demòcrata                       | Hillary Rodham Clinton                 | 3,008,428                              | 67.0                                   | +11.7                                  |
|                                        | Partit Republicà                       | John Spencer                           | 1,392,189                              | 31.0                                   | -12.0                                  |